# Israel
Israel (tiếng Hebrew: יִשְׂרָאֵל Yisrā'el, tiếng Ả Rập: إِسْرَائِيل Isrāʼīl), tên gọi chính thức là Nhà nước Israel (tiếng Hebrew: מְדִינַת יִשְׂרָאֵל Medīnat Yisrā'elⓘ [mediˈnat jisʁaˈʔel]; tiếng Ả Rập: دولة إِسْرَائِيل Dawlat Isrāʼīl [dawlat ʔisraːˈʔiːl]), là một quốc gia tại Trung Đông, nằm trên bờ đông nam của Địa Trung Hải và bờ bắc của Biển Đỏ. Biên giới trên bộ giáp với Liban ở phía bắc, Syria ở phía đông bắc, Jordan ở phía đông, Biển Đỏ ở phía nam, Ai Cập ở phía tây nam, Địa Trung Hải ở phía tây, lãnh thổ Bờ Tây dọc theo phía đông và dải Gaza dọc theo phía tây nam. Quốc gia này có nhiều đặc điểm địa lý đa dạng. Thành phố Jerusalem được tuyên bố là thủ đô vào năm 1980 nhưng không được quốc tế công nhận.
Ngày 29 tháng 11 năm 1947, Đại Hội đồng Liên Hợp Quốc quyết định thông qua phương án phân chia chính thức cho Lãnh thổ ủy trị Palestine thành hai nhà nước mới, một của người Ả Rập và một của người Do Thái, trong khi Jerusalem nằm dưới quyền quản lý của Liên Hợp Quốc dưới hình thức là một chính thể quốc tế. Ngày 14 tháng 5 năm 1948, David Ben Gurion tuyên bố thành lập nhà nước Israel. Thế nhưng, biên giới lại không được xác định rõ ràng. Các nước Ả Rập phát động chiến tranh nhằm xóa sổ nhà nước Israel non trẻ. Chiến tranh Ả Rập - Israel bùng phát và Israel chiến thắng. Sau đó, Israel tiếp tục chiến thắng trong chiến tranh Sáu Ngày và chiến tranh Yom Kippur.
Ngày nay, Israel là một trong những quốc gia sáng tạo và có tuổi thọ trung bình cao nhất thế giới. Mặc dù không xác nhận nhưng Israel được cho là đã sở hữu vũ khí hạt nhân. Israel là một đồng minh không thuộc NATO của Hoa Kỳ.

## Từ nguyên
Tên gọi "Israel" bắt nguồn từ Kinh thánh Hebrew, theo đó, Tổ phụ Jacob đã được đổi tên thành Israel sau khi vật lộn với thiên thần của Đức Chúa Trời. Đồng thời, hậu duệ của Jacob cũng được gọi là "con cái của Israel", trong tiếng Anh gọi là "Israelites". Các công dân của nước Israel hiện đại ngày nay, theo tiếng Anh, được gọi là "Israelis".
Sau khi vua Solomon (973 - 937 TCN) (còn nhiều tranh cãi về niên đại chính xác) băng hà, Vương quốc Israel Thống nhất bị chia đôi thành: Vương quốc Israel (Samaria) ở miền bắc và Vương quốc Judah ở miền nam. Danh từ Judah được phiên âm Hán Việt là "Do Thái". Nước Israel ở phía bắc có thủ đô là Samaria, tồn tại đến năm 721 TCN thì bị Đế quốc Assyria (nay ở miền bắc Iraq) tiêu diệt. Nước Judah ở phía nam có thủ đô là Jerusalem, tồn tại đến năm 587 TCN thì bị Đế quốc Tân Babylon (nay ở miền nam Iraq) tiêu diệt.

## Lịch sử

### Cổ đại
Khái niệm về "Vùng đất Israel", gọi là Eretz Yisrael trong tiếng Hebrew, trở nên quan trọng và thiêng liêng đối với người Do Thái từ thời kỳ Kinh Thánh. Theo Kinh Torah, Thượng đế đảm bảo vùng đất cho ba tộc trưởng của người Do Thái. Trên cơ sở kinh thánh, thời kỳ ba tộc trưởng được xác định là khoảng đầu thiên niên kỷ thứ 2 TCN, và Vương quốc Israel thứ nhất được thành lập vào khoảng thế kỷ XI TCN. Các vương quốc và nhà nước Israel sau đó cai trị không liên tục trong bốn thế kỷ tiếp sau, và được đề cập trong nhiều nguồn ngoài kinh thánh.
Ghi chép đầu tiên về tên gọi Israel (với dạng ysrỉꜣr) xuất hiện trong Bia Merneptah, được dựng cho Pharaoh Merneptah của Ai Cập vào khoảng năm 1209 TCN.
"Israel" này là một thực thể văn hóa và có lẽ là chính trị của cao địa trung tâm, đủ vững chắc để người Ai Cập xem là một thách thức khả dĩ đối với quyền bá chủ của họ, song là một dân tộc thay vì là một nhà nước có tổ chức; Tổ tiên của người Israel có thể gồm người Semit bản địa của Canaan và Liên minh Hải nhân.
Các ngôi làng có dân số đến 300 hoặc 400, họ sống bằng nghề trồng trọt và chăn nuôi, và phần lớn là tự cung tự cấp; trao đổi kinh tế là điều phổ biến. Người ta biết đến chữ viết và có thể dùng để ghi chép, thậm chí tại các di chỉ nhỏ. Bằng chứng khảo cổ học cho thấy một xã hội gồm các trung tâm giống như làng, song với tài nguyên hạn chế hơn và dân số nhỏ. Học giả hiện đại nhìn nhận Israel xuất hiện trong hòa bình và nội bộ, từ cư dân hiện hữu tại cao địa Canaan.

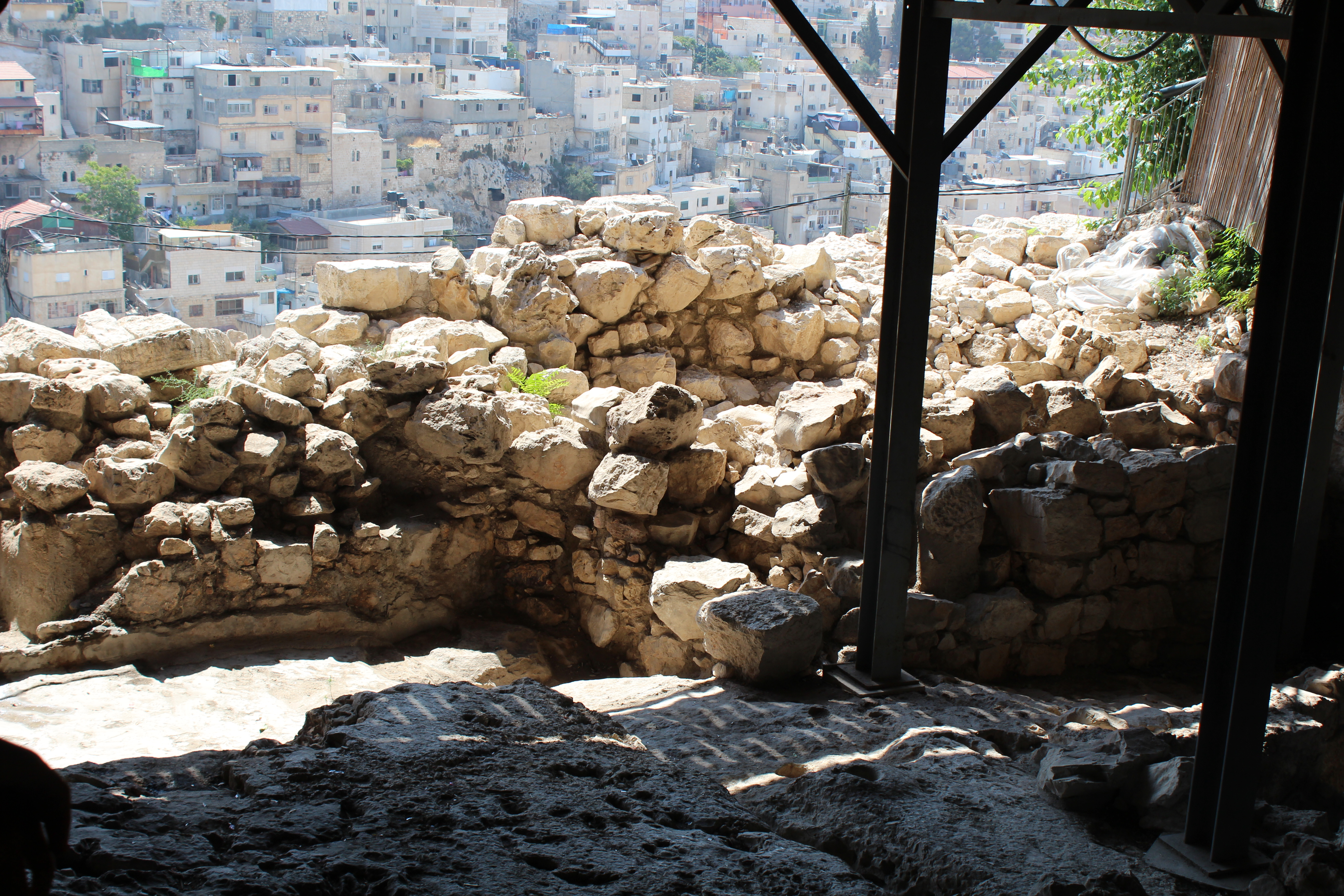
Cấu trúc Đá Lớn là một di chỉ khảo cổ học về Jerusalem cổ đại

Khoảng năm 930 TCN, vương quốc bị phân chia thành Vương quốc Judah tại miền nam và Vương quốc Israel tại miền bắc. Từ giữa thế kỷ VIII TCN, Israel ngày càng xung đột với Đế quốc Tân Assyria đang bành trướng. Dưới thời Tiglath-Pileser III, đế quốc này ban đầu phân chia lãnh thổ Israel thành một vài đơn vị nhỏ hơn và sau đó phá hủy thủ đô Samaria (722 TCN). Một cuộc khởi nghĩa của người Israel (724–722 TCN) bị dẹp tan sau khi Quốc vương Assyria Sargon II bao vây và chiếm lĩnh Samaria. Con trai của Sargon là Sennacherib nỗ lực bất thành nhằm chinh phục Judah. Ghi chép của Assyria viết rằng ông ta san bằng 46 thành và bao vây Jerusalem, rời đi sau khi nhận được cống nạp lớn.
Năm 586 TCN, Quốc vương Nebuchadnezzar II của Babylon chinh phục Judah. Theo Kinh Thánh Hebrew, ông ta phá hủy Đền Solomon và đày người Do Thái đến Babylon. Thất bại này của Judah cũng được người Babylon ghi lại. Năm 538 TCN, Cyrus Đại đế của Ba Tư chinh phục Babylon và tiếp quản đế quốc này. Cyrus ra tuyên cáo rằng cấp cho các dân tộc bị chinh phục (gồm người Judah) quyền tự do tôn giáo. Theo Kinh Thánh Hebrew, có 50.000 người Judea dưới quyền lãnh đạo của Zerubabel trở về đến Judah và tái thiết đền thờ. Một nhóm thứ hai dưới quyền lãnh đạo của Ezra và Nehemiah trở về đến Judah vào năm 456 TCN bất chấp việc có những người phi Do Thái viết thư cho Cyrus nhằm ngăn chặn động thái này.

### Thời kỳ Cổ điển
Khu vực liên tục nằm dưới quyền cai quản của Ba Tư, được phân chia giữa tỉnh Syria-Coele và sau đó là Yehud Medinata tự trị, và dần phát triển trở lại thành xã hội đô thị, phần lớn do người Judea chi phối. Các cuộc chinh phục của người Hy Lạp phần nhiều là tràn qua khu vực mà không gặp phải kháng cự. Miền nam Levant được hợp nhất vào Ptolemaios rồi Seleukos, và bị Hy Lạp hóa mạnh mẽ, gây căng thẳng giữa người Judea và người Hy Lạp. Khởi nghĩa Maccabe bùng phát vào năm 167 TCN, khởi nghĩa thành công và Vương quốc Hasmoneus độc lập được lập nên tại Judah. Vương quốc này sau đó bành trướng ra phần lớn Israel ngày nay, trong bối cảnh Seleukos dần đánh mất quyền kiểm soát trong khu vực.

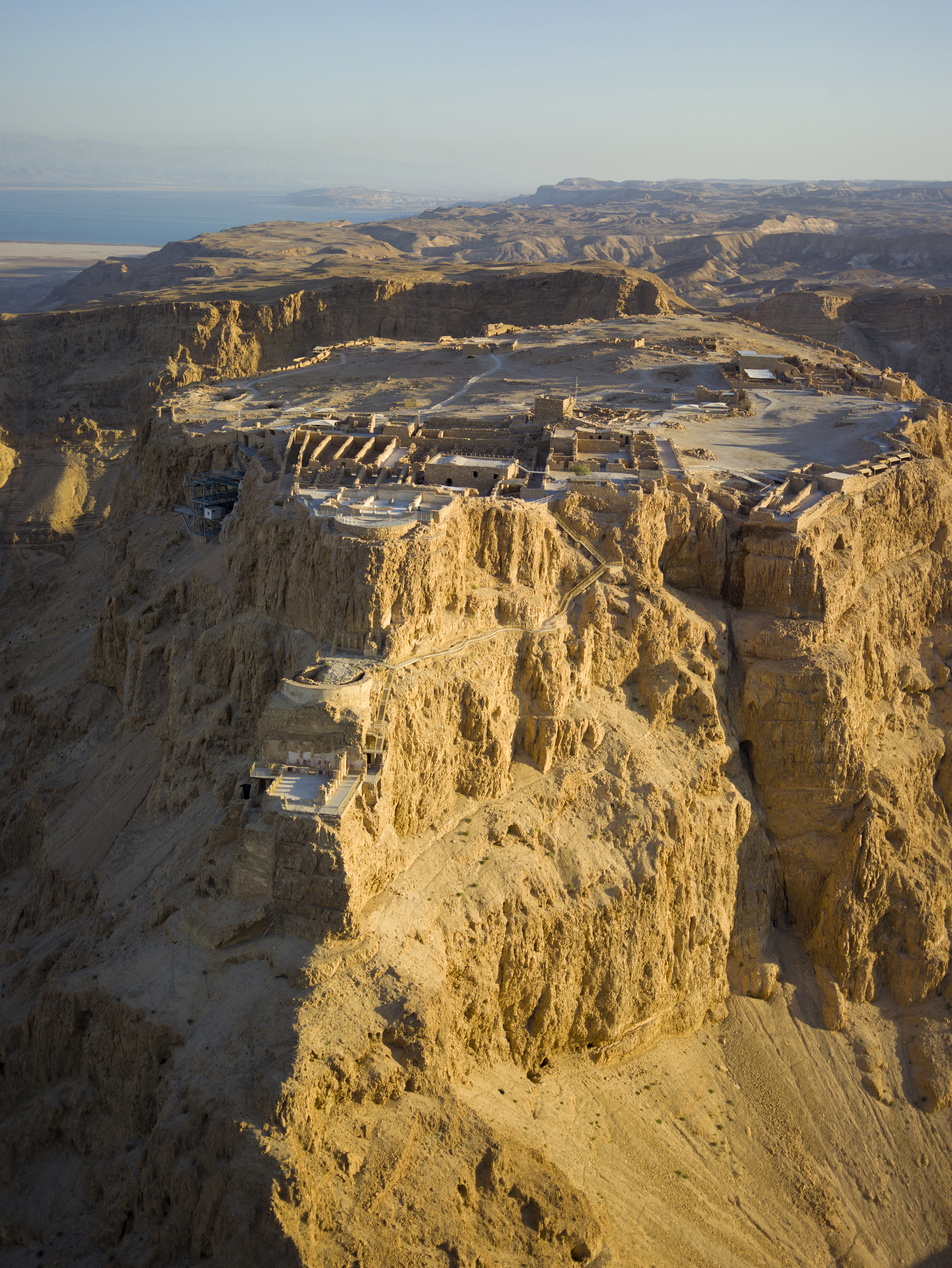
Pháo đài Masada là nơi diễn ra trận chiến cuối cùng trong Chiến tranh Do Thái–La Mã

Đế quốc La Mã xâm chiếm khu vực vào năm 63 TCN, ban đầu họ nắm quyền kiểm soát Syria, và sau đó can thiệp nội chiến tại Hasmoneus. Đấu tranh giữa các phái thân La Mã và thân Parthia tại Judea cuối cùng dẫn đến việc Herodes Đại vương đăng cơ và củng cố Vương quốc Herod với vị thế là một nhà nước Judea chư hầu của La Mã.
Khi thế lực Herod suy yếu, Judea lúc này có vị thế là một tỉnh của La Mã, trở thành nơi diễn ra đấu tranh bạo lực của người Do Thái chống lại người Hy Lạp-La Mã, lên đến cực điểm là các cuộc chiến Do Thái-La Mã, kết thúc trong tàn phá, trục xuất và diệt chủng quy mô lớn. Sự hiện diện của người Do Thái trong khu vực thu hẹp đáng kể sau thất bại của Khởi nghĩa Bar Kokhba chống La Mã vào năm 132 CN. Tuy thế, có một lượng nhỏ người Do Thái hiện diện liên tục và Galilee trở thành trung tâm tôn giáo của họ. Các văn bản trung tâm của người Do Thái là Mishnah và một phần của Talmud được soạn thành trong các thế kỷ thứ hai đến thứ tư CN tại Tiberias và Jerusalem. Thành phần dân cư trong khu vực lúc đó chủ yếu là người Hy Lạp-La Mã tại duyên hải và người Samaria tại vùng đồi núi. Cơ Đốc giáo dần phát triển hơn dị giáo La Mã khi khu vực nằm dưới quyền cai quản của Byzantine. Trong thế kỷ V và VI, các cuộc khởi nghĩa của người Samaria tái định hình khu vực, khiến xã hội Cơ Đốc giáo Byzantine và xã hội Samaria bị tàn phá nghiêm trọng và dẫn đến suy giảm dân số. Sau khi Ba Tư chinh phục và lập ra Thịnh vượng chung Do Thái đoản mệnh vào năm 614, Byzantine tái chinh phục khu vực vào năm 628.

### Trung Cổ và cận đại

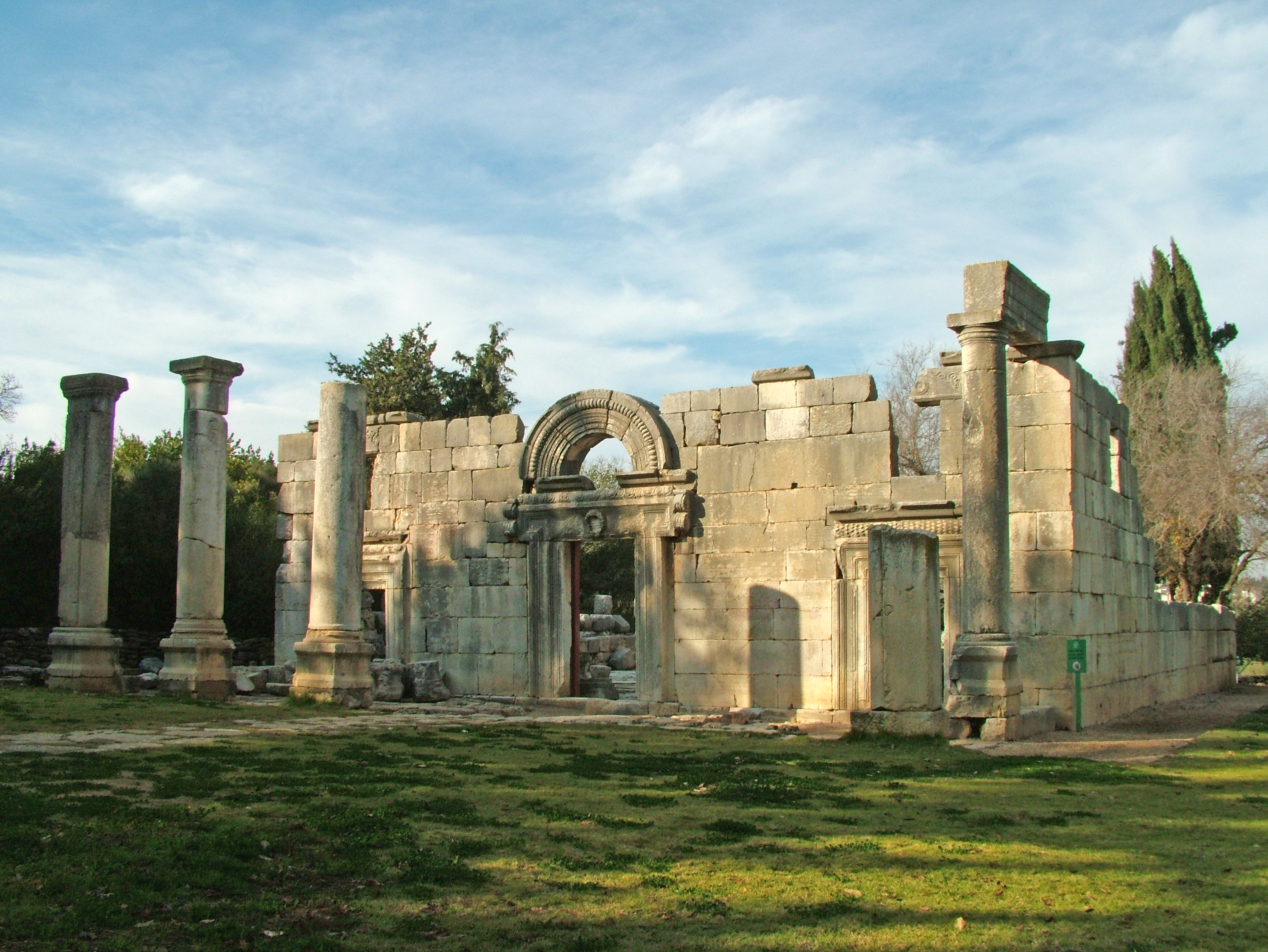
Kfar Bar'am là một làng Do Thái cổ đại, bị bỏ hoang vào khoảng từ thế kỷ thứ VII-XIII.

Năm 634–641, khu vực bị người Ả Rập chinh phục, họ là một dân tộc mới chấp nhận Hồi giáo. Khu vực nằm dưới quyền cai quản của người Hồi giáo trong 1.300 năm sau đó dưới nhiều triều đại khác nhau. Quyền kiểm soát khu vực được chuyển giao giữa các Khalip Rashidun, Umayyad, Abbas, Fatima, Seljuk, quân Thập tự chinh, và Ayyub trong suốt sáu trăm năm đầu, đến năm 1260 thì bị Vương triều Mamluk chinh phục.
Trong Thập tự chinh thứ nhất, khi Jerusalem bị vây vào năm 1099, cư dân Do Thái trong thành chiến đấu bên phía quân đồn trú Fatima và cư dân Hồi giáo. Đến khi thành thất thủ, khoảng 60.000 người bị tàn sát, trong đó có 6.000 người Do Thái tìm cách tị nạn trong một thánh đường Do Thái giáo. Đương thời là tròn một nghìn năm sau khi nhà nước Do Thái sụp đổ, các cộng đồng Do Thái hiện diện khắp khu vực. 50 trong số cộng đồng đó được biết đến và gồm có Jerusalem, Tiberias, Ramleh, Ashkelon, Caesarea, và Gaza.

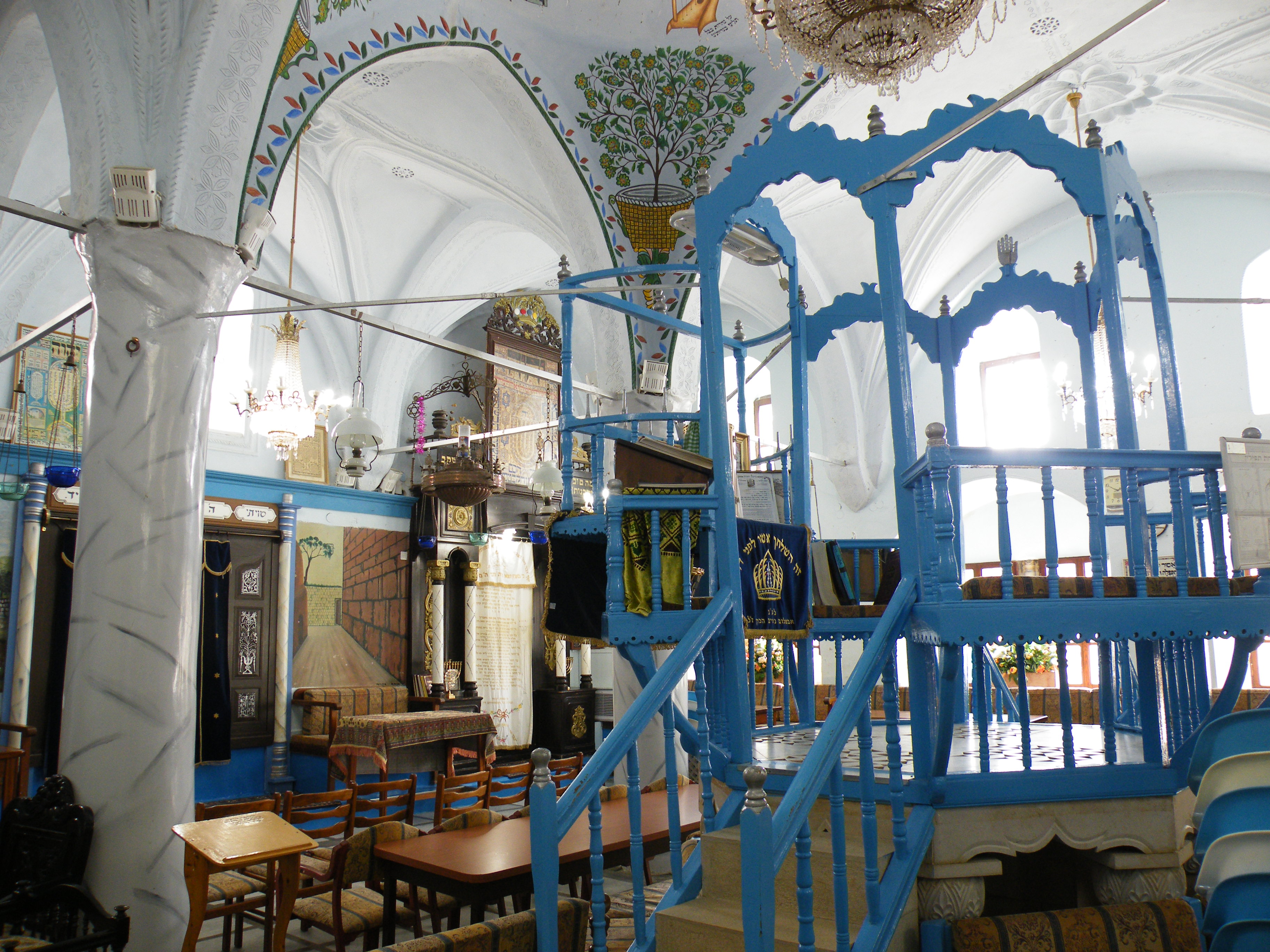
Thánh đường Abuhav có từ thế kỷ XV, do người Do Thái Sephardic xây dựng tại Safed, phía bắc Israel.

Năm 1165, nhà triết học người Do Thái sinh tại Tây Ban Nha ngày nay là Maimonides đến thăm Jerusalem và cầu nguyện tại Núi Đền. Năm 1141, nhà thơ Do Thái Tây Ban Nha Yehuda Halevi ra lời kêu gọi người Do Thái di cư đến Vùng đất Israel. Năn 1187, Sultan Saladin của Vương triều Ayyub đánh bại quân Thập tự chinh trong Trận Hattin và sau đó chiếm lĩnh Jerusalem và hầu như toàn bộ Palestine. Đương thời, Saladin ra tuyên cáo mời người Do Thái trở về và định cư tại Jerusalem.
Năm 1211, cộng đồng Do Thái trong khu vực được tăng cường khi có thêm một nhóm dưới quyền lãnh đạo của trên 300 giáo sĩ đến từ Pháp và Anh,. Nachmanides là một giáo sĩ Do Thái Tây Ban Nha thế kỷ XIII, và là thủ lĩnh được công nhận của dân Do Thái, ông hết sức tán dương Vùng đất Israel và nhìn nhận việc định cư tại đó là một giới mệnh tuyệt đối của toàn bộ người Do Thái. Ông viết rằng "Nếu người ngoại đạo muốn kiến tạo hòa bình, chúng ta sẽ kiến tạo hòa bình và để chúng trong các điều khoản rõ ràng; song đối với đất đai, chúng ta sẽ không để nó vào tay họ, hay vào tay bất kỳ dân tộc nào, không vào bất kỳ thế hệ nào."
Năm 1260, quyền kiểm soát khu vực thuộc về các sultan Mamluk tại Ai Cập. Khu vực nằm giữa hai trung tâm quyền lực của Mamluk là Cairo và Damascus, và chỉ có một số bước phát triển dọc tuyến đường bưu chính liên kết hai thành phố. Jerusalem dù không còn tường thành nào bảo vệ kể từ năm 1219, song cũng chứng kiến bùng nổ các dự án xây dựng tập trung quanh tổ hợp Thánh đường Al-Aqsa (Núi Đền). Năm 1266, Sultan Mamluk Baybars chuyển đổi Hang các Tộc trưởng tại Hebron thành một nơi tôn nghiêm của riêng Hồi giáo và cấm chỉ tín đồ Cơ Đốc giáo và Do Thái giáo bước vào, dù trước đó họ có thể tự do vào hang. Lệnh cấm duy trì cho đến khi Israel giành quyền kiểm soát công trình vào năm 1967.

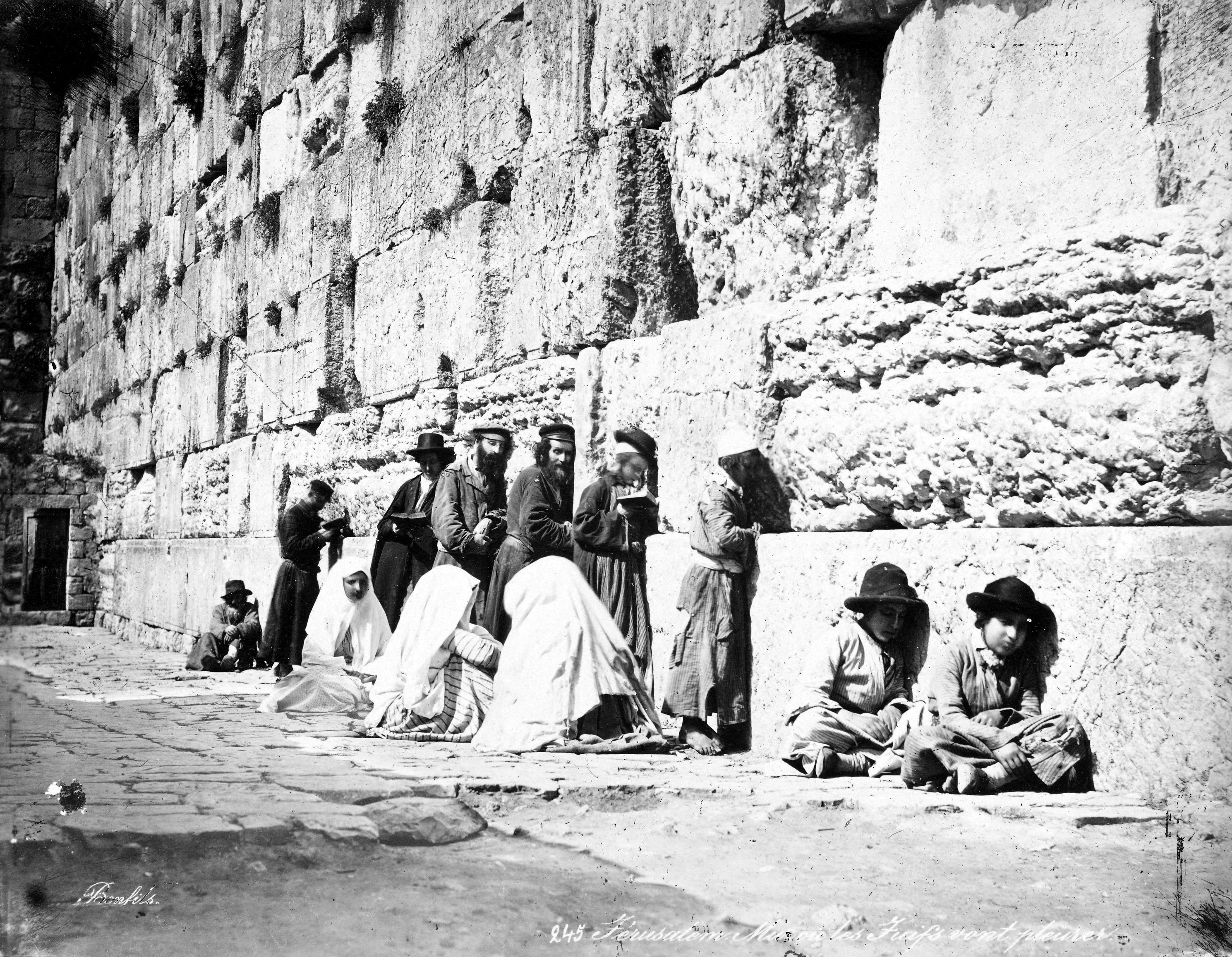
Người Do Thái tại Bức tường Phía tây, thập niên 1870

Năm 1470, Isaac b. Meir Latif đến từ Ancona và đếm được 150 gia đình Do Thái tại Jerusalem. Giáo sĩ Joseph Saragossi đến vào những năm cuối của thế kỷ XV, nhờ có công lao của ông mà Safed và khu vực xung quanh phát triển thành nơi tập trung lớn nhất của người Do Thái tại Palestine. Nhờ các di dân Do Thái Sephardic từ Tây Ban Nha, dân số Do Thái đã tăng lên 10.000 vào đầu thế kỷ XVI.
Năm 1516, khu vực bị Đế quốc Ottoman chinh phục; và duy trì nằm dưới quyền kiểm soát của người Thổ cho đến khi kết thúc Chiến tranh thế giới thứ nhất, khi Anh Quốc đánh bại Ottoman và lập một chính quyền quân sự cai quản khu vực Syria của Ottoman trước kia. Năm 1920, Syria thuộc Ottoman cũ bị phân chia giữa Anh và Pháp theo hệ thống ủy trị, và khu vực do Anh cai quản bao gồm Israel ngày nay và có tên gọi Lãnh thổ Ủy trị Palestine.

### Chủ nghĩa phục quốc Do Thái và Anh cai quản

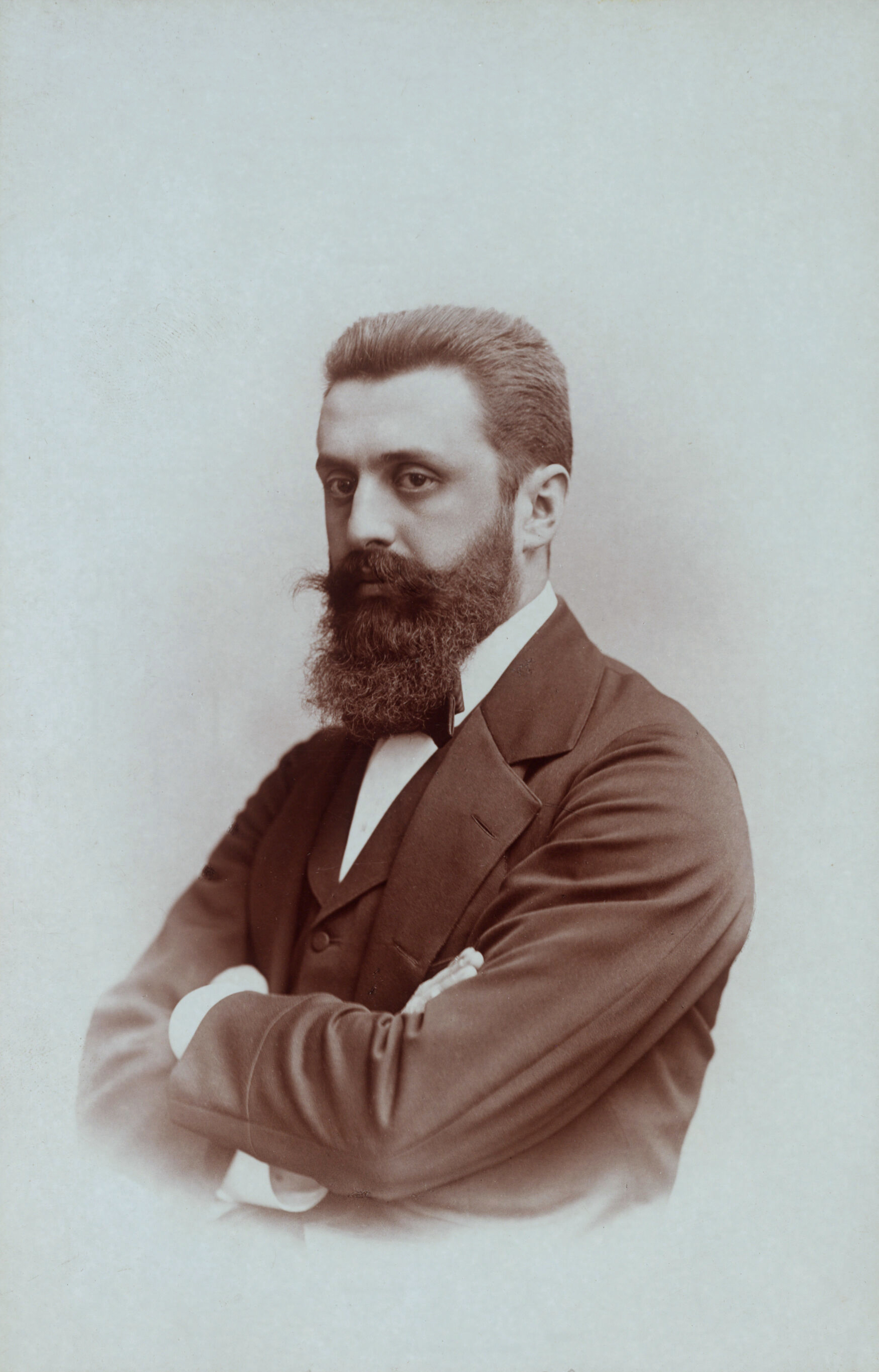
Theodor Herzl, nhà viễn kiến của quốc gia Do Thái

Từ khi xuất hiện cộng đồng Do Thái tha hương đầu tiên, nhiều người Do Thái đã mong mỏi trở về "Zion" và "Vùng đất Israel", Hy vọng và khao khát của người Do Thái sống lưu vong là một đề tài quan trọng trong hệ thống đức tin Do Thái. Sau khi người Do Thái bị trục xuất khỏi Tây Ban Nha vào năm 1492, một số cộng đồng đến định cư tại Palestine. Trong thế kỷ XVI, các cộng đồng Do Thái bén rễ tại Bốn thành phố thánh địa - Jerusalem, Tiberias, Hebron, và Safed, đến năm 1697, Giáo sĩ Yehuda Hachasid dẫn một nhóm gồm 1.500 người Do Thái đến Jerusalem. Trong nửa sau của thế kỷ XVIII, các thành phần đối lập tại Đông Âu của phái Hasidim, gọi là Perushim, đến cư trú tại Palestine.
Làn sóng đầu tiên trong quá trình người Do Thái nhập cư thời hiện đại đến Palestine thuộc Ottoman, gọi là Aliyah lần thứ nhất, bắt đầu vào năm 1881 khi người Do Thái tị nạn cuộc tàn sát tại Đông Âu. Mặc dù phong trào phục quốc Do Thái đã hiện diện trên thực tiễn, song nhà báo Áo-Hung Theodor Herzl là người được công nhận có công hình thành chủ nghĩa phục quốc Do Thái về chính trị, phong trào này mưu cầu thành lập một nhà nước Do Thái tại Vùng đất Israel, do đó đề xuất một giải pháp gọi là Vấn đề Do Thái của các quốc gia châu Âu. Năm 1896, Herzl công bố Der Judenstaat (Nhà nước của người Do Thái), đề xuất viễn kiến của ông về một nhà nước Do Thái trong tương lai; đến năm sau ông chủ tọa Đại hội Phục quốc Do Thái lần thứ nhất.
Aliyah lần thứ nhì (1904–14) bắt đầu sau Thảm sát Kishinev tại Đế quốc Nga; có khoảng 40.000 người Do Thái định cư tại Palestine, song gần một nửa trong số đó cuối cùng rời đi. Làn sóng nhập cư thứ nhất và thứ hai chủ yếu là người Do Thái Chính thống, song Aliyah lần thứ hai cũng bao gồm các tổ chức xã hội chủ nghĩa, họ lập ra phong trào cộng đồng tập thể kibbutz. Trong Chiến tranh thế giới thứ nhất, Bộ trưởng Ngoại giao Anh Arthur Balfour gửi Tuyên ngôn Balfour 1917 cho một thủ lĩnh cộng đồng Do Thái tại Anh là Walter Rothschild, viết rằng Anh có ý định lập một "quê hương dân tộc" (national home) cho người Do Thái trong Lãnh thổ ủy trị Palestine.
Quân đoàn Do Thái là một tổ chức chủ yếu gồm các tình nguyện viên theo chủ nghĩa phục quốc Do Thái, họ giúp người Anh chinh phục Palestine vào năm 1918. Người Ả Rập phản đối người Anh cai trị và người Do Thái nhập cư, dẫn đến bạo loạn năm 1920 tại Palestine và hình thành một tổ chức dân quân Do Thái mang tên Haganah, các tổ chức bán quân sự Irgun và Lehi sau đó tách ra từ Haganah. Năm 1922, Hội Quốc Liên cấp cho Anh quyền cai trị ủy trị đối với Palestine theo các điều khoản bao gồm cả Tuyên ngôn Balfour và cam kết trong đó với người Do Thái, và với các điều khoản tương tự liên quan đến người Palestine Ả Rập. Đương thời người Ả Rập và Hồi giáo chiếm ưu thế trong thành phần dân tộc của khu vực, người Do Thái chiếm khoảng 11%, và người Cơ Đốc giáo Ả Rập chiếm khoảng 9,5% dân số.
Aliyah lần thứ ba (1919–23) và lần thứ tư (1924–29) đưa thêm 100.000 người Do Thái đến Palestine. Cuối cùng, việc chủ nghĩa quốc xã xuất hiện và tình trạng gia tăng áp bức người Do Thái tại châu Âu trong thập niên 1930 dẫn đến Aliyah lần thứ năm, với số lượng là 1/4 triệu người Do Thái. Đây là một nguyên nhân chủ yếu khiến người Ả Rập khởi nghĩa trong giai đoạn 1936–39, khi đó nhà cầm quyền Anh tại lãnh thổ cùng với các dân quân phục quốc Do Thái thuộc Haganah và Irgun sát hại 5.032 người Ả Rập và làm bị thương 14.760 người, kết quả là trên 10% nam giới trưởng thành người Ả Rập Palestine bị giết, bị thương, bị cầm tù hay lưu đày. Người Anh áp đặt hạn chế trong vấn đề người Do Thái nhập cư đến Palestine bằng Sách trắng 1939. Trước tình hình các quốc gia khắp thế giới quay lưng với người tị nạn Do Thái chạy trốn khỏi Holocaust (Đức Quốc Xã diệt chủng người Do Thái), một phong trào bí mật mang tên Aliyah Bet được tổ chức nhằm đưa người Do Thái đến Palestine. Đến cuối Chiến tranh thế giới thứ hai, dân số Do Thái tại Palestine tăng lên đến 33% tổng dân số.

### Sau Chiến tranh thế giới thứ hai

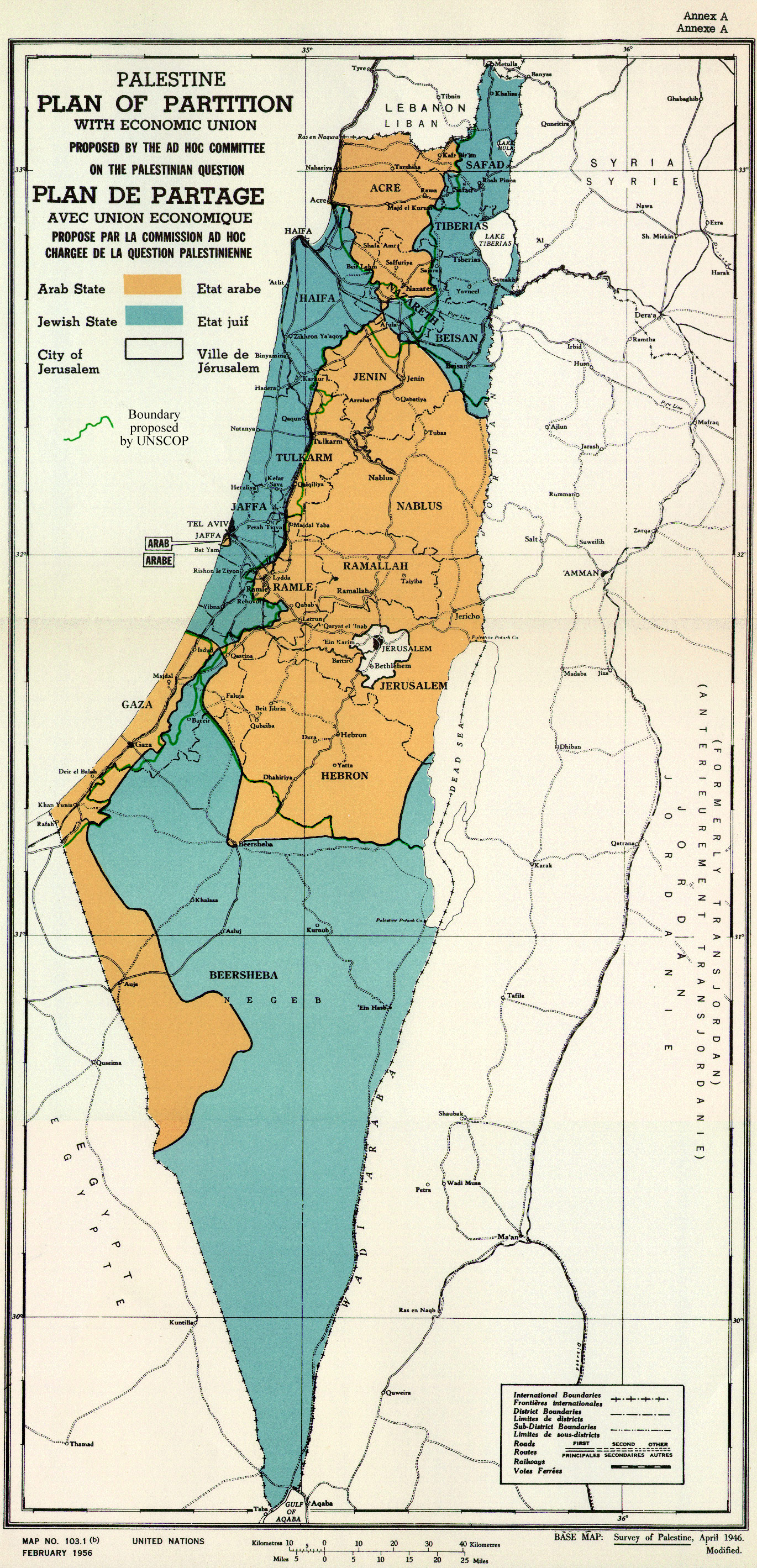
Bản đồ của Liên Hợp Quốc về kế hoạch phân chia Palestine

Sau Chiến tranh thế giới thứ hai, Anh nhận thấy bản thân có xung đột mãnh liệt với cộng đồng Do Thái về vấn đề hạn chế người Do Thái nhập cư, cũng như tiếp tục xung đột với cộng đồng Ả Rập về mức độ hạn chế. Các tổ chức Haganah, Irgun và Lehi của người Do Thái cùng tham gia một cuộc đấu tranh vũ trang chống lại sự cai trị của Anh. Đồng thời, hàng trăm nghìn nạn nhân còn sống và người tị nạn diệt chủng Holocaust tìm kiếm cuộc sống mới cách xa khỏi cộng đồng đã bị phá hủy của họ tại châu Âu. Người Do Thái tại Palestine nỗ lực đưa những người tị nạn này đến Palestine song nhiều người bị Anh trục xuất, vây bắt hoặc tống giam tại Atlit và Síp.
Ngày 22 tháng 7 năm 1946, Irgun tấn công trụ sở chính quyền Anh tại Palestine, nằm tại phía nam của Khách sạn King David tại Jerusalem. Tổng cộng có 91 người thiệt mạng và 46 người bị thương. Cuộc tấn công được cho là nhằm phản ứng trước Chiến dịch Agatha của nhà cầm quyền Anh (nhằm bắt giữ các thành viên phục quốc Do Thái ngầm) và là sự kiện đẫm mẫu nhất đối với người Anh trong thời kỳ cai trị ủy trị (1920–1948). Năm 1947, chính phủ Anh tuyên bố họ sẽ triệt thoái khỏi Lãnh thổ ủy trị Palestine, cho rằng không thể đi đến một giải pháp chấp nhận được cho cả người Ả Rập và Do Thái.
Ngày 15 tháng 5 năm 1947, Đại Hội đồng Liên Hợp Quốc quyết định thành lập Ủy ban Đặc biệt Liên Hợp Quốc về Palestine (UNSCOP). Trong báo cáo của ủy ban đề ngày 3 tháng 9 năm 1947 lên Đại Hội đồng Liên Hợp Quốc, đa số thành viên trong ủy ban tại Chương VI đề xuất một kế hoạch thay thế Lãnh thổ ủy trị của Anh bằng "một nhà nước Ả Rập độc lập, một nhà nước Do Thái độc lập, và Thành phố Jerusalem... phần thứ ba nằm dưới một Hệ thống Quản thác Quốc tế". Đến ngày 29 tháng 11 năm 1947, Đại Hội đồng phê chuẩn một nghị quyết về kế hoạch phân chia Palestine. Kế hoạch này về cơ bản giống như đề xuất của đa số thành viên UNSCOP vào ngày 3 tháng 9 năm 1947. Cơ quan Do Thái là đại biểu được công nhận của cộng đồng Do Thái, họ chấp thuận kế hoạch này. Liên đoàn Ả Rập và Ủy ban Cấp cao Ả Rập Palestine bác bỏ nó, và chỉ ra rằng họ sẽ bác bỏ bất kỳ kế hoạch phân chia nào khác.
Đến ngày hôm sau, 1 tháng 12 năm 1947, Ủy ban Cấp cao Ả Rập công bố đình công ba ngày, và các toán người Ả Rập bắt đầu tấn công các mục tiêu Do Thái. Người Do Thái ban đầu ở thế phòng thủ khi nội chiến bùng phát, song đến tháng 4 năm 1948 họ chuyển sang thế tấn công. Kinh tế của cộng đồng Ả Rập Palestine sụp đổ và 250.000 người Ả Rập Palestine đào thoát hoặc bị trục xuất.

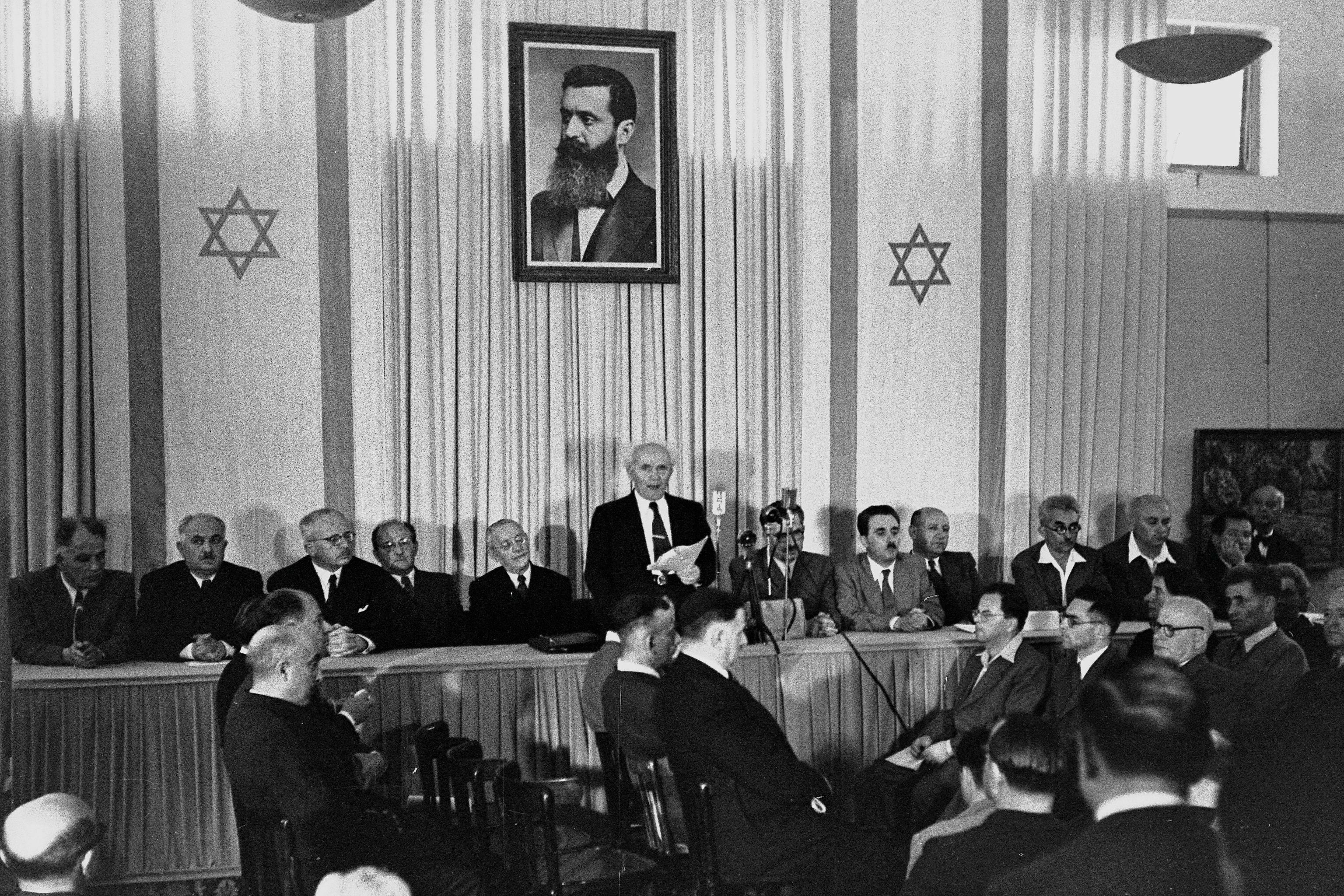
David Ben-Gurion công bố Tuyên ngôn độc lập Israel vào ngày 14 tháng 5 năm 1948

Ngày 14 tháng 5 năm 1948, là ngày trước khi kết thúc quyền ủy trị của người Anh, người đứng đầu Cơ quan Do Thái là David Ben-Gurion tuyên bố "thành lập một nhà nước Do Thái tại Eretz-Israel, được gọi là Nhà nước Israel". Ám chỉ duy nhất trong văn bản Tuyên ngôn về biên giới của nhà nước mới là sử dụng thuật ngữ Eretz-Israel ("Vùng đất Israel").
Ngày hôm sau, quân đội của bốn quốc gia Ả Rập gồm Ai Cập, Syria, Ngoại Jordan và Iraq tiến vào Lãnh thổ ủy trị Palestine cũ, phát động Chiến tranh Ả Rập-Israel 1948; Các đạo quân đến từ Yemen, Maroc, Ả Rập Xê Út và Sudan cũng tham chiến. 
Mục đích hiển nhiên của hành động này là ngăn chặn thành lập nhà nước Do Thái vào lúc sơ khởi, và một số nhà lãnh đạo Ả Rập thảo luận về việc đẩy người Do Thái ra biển. Liên đoàn Ả Rập tuyên bố rằng cuộc xâm chiếm là để vãn hồi pháp luật và trật tự và để ngăn chặn đổ máu thêm.
Sau một năm giao chiến, một thỏa thuận đình chiến được công bố và biên giới tạm thời gọi là Giới tuyến Xanh được lập ra. Jordan sáp nhập khu vực được gọi là Bờ Tây, bao gồm Đông Jerusalem, và Ai Cập nắm quyền cai quản Dải Gaza. Tuy nhiên lợi ích lớn nhất vẫn thuộc về Israel, họ giờ đây đã kiểm soát toàn bộ lãnh thổ đã được dành cho họ theo Kế hoạch Phân chia và đa phần lãnh thổ dành cho người Ả rập cũng như một nửa phía tây thành phố Jerusalem thuộc quyền quản lý của Liên hiệp quốc. Liên Hợp Quốc ước tính rằng trên 700.000 người Palestine bị trục xuất bởi hoặc phải chạy trốn khỏi quân Israel trong xung đột, một tình trạng được gọi là Nakba ("tai ương") trong tiếng Ả Rập.

### Những năm đầu của Nhà nước Israel
Israel được đa số thành viên Liên Hợp Quốc chấp thuận là một thành viên vào ngày 11 tháng 5 năm 1949. Năm 1949, Israel và Jordan chân thành quan tâm đến một thỏa thuận hòa bình song người Anh hãm lại nỗ lực của Jordan để tránh gây hại cho các lợi ích của Anh tại Ai Cập.
Trong những năm đầu lập quốc, phong trào Phục quốc Do Thái Lao động do Thủ tướng David Ben-Gurion lãnh đạo đã chi phối chính trường Israel. Các kibbut giữ vị thế trụ cột trong việc thành lập nhà nước mới.
Cơ quan Nhập cư Israel và tổ chức phi chính phủ Mossad LeAliyah Bet giúp đỡ nhập cư đến Israel vào cuối thập niên 1940 và đầu thập niên 1950).
Một dòng chảy các nạn nhân còn sống sau họa diệt chủng và người Do Thái từ các lãnh thổ Ả Rập và Hồi giáo di cư đến Israel trong ba năm đầu tiên sau lập quốc, khiến số lượng người Do Thái tại Israel tăng từ 700.000 lên 1.400.000,. Do đó, dân số Israel tăng từ 800.000 lên đến hai triệu từ năm 1948 đến năm 1958. Từ năm 1948 đến năm 1970, khoảng 1.150.000 người tị nạn Do Thái tái định cư đến Israel. Các di dân đến Israel vì nguyên nhân khác nhau, một số tin tưởng vào ý thức hệ Phục quốc Do Thái, trong khi một số khác di chuyển để thoát khỏi ngược đãi. Một số người khác thì di cư vì hứa hẹn về một đời sống tốt hơn tại Israel và một lượng nhỏ bị trục xuất khỏi quê hương của họ, như trường hợp người Do Thái gốc Anh và Pháp tại Ai Cập sau Khủng hoảng Suez.
Một số di dân mới đến với thân phận người tị nạn và không có tài sản, họ được cho ở trong các trại tạm thời gọi là ma'abarot; đến năm 1952, có trên 200.000 di dân sống trong các khu lán trại này. Trong thời kỳ đó, thực phẩm, quần áo và đồ đạc bị chia khẩu phần theo chế độ được gọi là Thời kỳ Khắc khổ. Nhu cầu giải quyết khủng hoảng khiến Ben-Gurion ký một thỏa thuận bồi thường với Tây Đức, song nó khiến người Do Thái kháng nghị quy mô lớn do giận dữ với ý tưởng rằng Israel có thể chấp thuận bồi thường tiền tệ cho nạn diệt chủng Holocaust. Những người tị nạn thường được đối đãi khác biệt dựa theo nguồn gốc của họ, người Do Thái xuất thân từ châu Âu được đối đãi thuận lợi hơn so với những người Do Thái đến từ các quốc gia Trung Đông và Bắc Phi, chẳng hạn như nhóm sau thường ở trong các ma'abarot lâu hơn. Căng thẳng phát triển giữa hai nhóm do các kỳ thị như vậy tiếp tục cho đến nay.
Năm 1950, Ai Cập đóng cửa Kênh đào Suez đối với các tàu của Israel, căng thẳng dâng cao khi xung đột vũ trang diễn ra dọc biên giới Israel. Trong thập niên 1950, các fedayeen (du kích dân tộc) Palestine thường xuyên tổ chức các cuộc tấn công khủng bố Israel, gần như luôn nhằm vào thường dân, và được tài trợ bởi Ai Cập, dẫn đến một số động thái đáp trả của Israel. Năm 1956, Anh và Pháp đặt mục tiêu giành lại quyền kiểm soát Kênh đào Suez từ Ai Cập. Do tàu của Israel tiếp tục bị phong tỏa tại Kênh đào Suez và Eo biển Tiran, cùng với gia tăng số cuộc tấn công của fedayeen chống lại cư dân miền nam của Israel, cùng các tuyên bố nghiêm trọng và đe dọa gần đó từ thế giới Ả Rập, Israel quyết định tấn công Ai Cập. Israel tham gia một liên minh bí mật với Anh và Pháp, tràn ngập Bán đảo Sinai song chịu áp lực phải triệt thoái từ Liên Hợp Quốc để đổi lấy đảm bảo quyền lợi hàng hải của Israel tại Biển Đỏ qua Eo biển Tiran và Kênh đào Suez. Cuộc chiến này khiến các vụ xâm nhập biên giới Israel giảm đáng kể.
Đầu thập niên 1960, Israel bắt giữ tội phạm chiến tranh Đức Quốc Xã Adolf Eichmann tại Argentina và đưa ông về Israel để xét xử. Phiên tòa có tác động lớn đến nhận thức công chúng về Holocaust. Eichmann vẫn là người duy nhất bị hành quyết tại Israel dựa theo kết tội của tòa án dân sự Israel.

### Chiến tranh Sáu ngày và Chiến tranh Yom Kippur
Từ năm 1964, các quốc gia Ả Rập lo ngại về các kế hoạch của Israel nhằm chuyển nước từ sông Jordan đến đồng bằng duyên hải, họ nỗ lực chuyển nước đầu nguồn nhằm tước đoạt tài nguyên nước của Israel, kích động căng thẳng giữa Israel với Syria-Liban.
Các thành phần dân tộc chủ nghĩa Ả Rập dưới sự lãnh đạo của Tổng thống Ai Cập Gamal Abdel Nasser từ chối công nhận Israel, và kêu gọi tiêu diệt nước này. Đến năm 1966, quan hệ Israel-Ả Rập xấu đến mức diễn ra các trận đánh trên thực địa giữa lực lượng của Israel và Ả Rập. Đến tháng 5 năm 1967, Ai Cập tập trung quân đội của mình gần biên giới với Israel, trục xuất lực lượng duy trì hòa bình của Liên Hợp Quốc đồn trú tại Bán đảo Sinai từ năm 1957, và phong tỏa tàu Israel tiếp cận Biển Đỏ. Các quốc gia Ả Rập khác cũng huy động lực lượng của mình. Ngày 5 tháng 6 năm 1967, Israel phát động tấn công phủ đầu chống Ai Cập. Jordan, Syria và Iraq phản ứng và tấn công Israel. Trong Chiến tranh Sáu ngày, Israel đánh bại Jordan và chiếm Bờ Tây, đánh bại Ai Cập và chiếm Dải Gaza cùng Bán đảo Sinai, đánh bại Syria và chiếm Cao nguyên Golan. Ranh giới của Jerusalem được mở rộng, sáp nhập Đông Jerusalem, và Giới tuyến Xanh năm 1949 trở thành biên giới hành chính giữa Israel và các lãnh thổ do họ chiếm đóng.
Sau chiến tranh năm 1967 và nghị quyết "ba không" của Liên đoàn Ả Rập, trong Chiến tranh Tiêu hao 1967–1970 Israel phải đối diện với các cuộc tấn công từ người Ai Cập tại Sinai, và từ các tổ chức Palestine nhắm mục tiêu là người Israel tại các lãnh thổ bị chiếm đóng, tại bản thân Israel, và toàn thế giới. Tổ chức người Palestine và Ả Rập quan trọng nhất trong số đó là Tổ chức Giải phóng Palestine (PLO), được thành lập vào năm 1964 và ban đầu cho rằng "đấu tranh vũ trang là cách thức duy nhất để giải phóng quê hương". Đến cuối thập niên 1960 và đầu thập niên 1970, các tổ chức Palestine phát động một làn sóng tấn công chống lại các mục tiêu Israel và Do Thái trên toàn thế giới, trong đó có cuộc tàn sát các vận động viên Israel tham gia Thế vận hội Mùa hè 1972 tại München. Chính phủ Israel sau đó tiến hành chiến dịch ám sát những người tổ chức cuộc tàn sát, oanh tạc và tập kích đại bản doanh của Tổ chức Giải phóng Palestine tại Liban.
Ngày 6 tháng 10 năm 1973, khi người Do Thái cử hành Yom Kippur, quân đội Ai Cập và Syria phát động tấn công bất ngờ chống lực lượng Israel tại bán đảo Sinai và cao nguyên Golan, khai màn Chiến tranh Yom Kippur. Chiến tranh kết thúc vào ngày 26 tháng 10 với kết quả là Israel đẩy lui thành công quân Ai Cập và Syria song chịu tổn thất 2.500 binh sĩ. Một cuộc điều tra nội bộ miễn trách nhiệm cho chính phủ về các thất bại trước và trong chiến tranh, song nỗi tức giận của công chúng buộc Thủ tướng Golda Meir phải từ chức.

### Tiếp tục xung đột và tiến trình hòa bình
Tháng 7 năm 1976, một máy bay bị các du kích Palestine bắt cóc khi đang bay đến Tel Aviv, buộc phải hạ cánh tại Entebbe, Uganda. Biệt kích Israel tiến hành một chiến dịch giải cứu thành công các con tin.
Bầu cử Knesset (quốc hội) năm 1977 là một bước ngoặt lớn trong lịch sử chính trị Israel khi Đảng Likud của Menachem Begin giành quyền kiểm soát từ Đảng Lao động. Trong cùng năm, Tổng thống Ai Cập Anwar El Sadat thực hiện một chuyến đi đến Israel và phát biểu trước Quốc hội, được cho là sự công nhận Israel đầu tiên của một nguyên thủ Ả Rập. Trong hai năm sau đó, Sadat và Begin ký kết Hiệp nghị Trại David (1978) và Hiệp định Hòa bình Israel–Ai Cập (1979). Đổi lại, Israel triệt thoái khỏi Bán đảo Sinai mà họ chiếm giữ từ năm 1967, và đồng ý tham gia đàm phán về quyền tự trị cho người Palestine tại Bờ Tây và Dải Gaza.
Ngày 11 tháng 3 năm 1978, một cuộc tấn công du kích của Tổ chức Giải phóng Palestine từ Liban khiến hàng chục thường dân Israel thiệt mạng. Israel đáp lại bằng một cuộc xâm chiếm miền nam Liban để tiêu diệt các căn cứ của PLO tại phía nam sông Litani. Hầu hết chiến binh PLO triệt thoái, song Israel chiếm giữ miền nam Liban cho đến khi một lực lượng Liên Hợp Quốc và quân đội Liban có thể tiếp quản. PLO nhanh chóng khôi phục chính sách tấn công chống Israel.

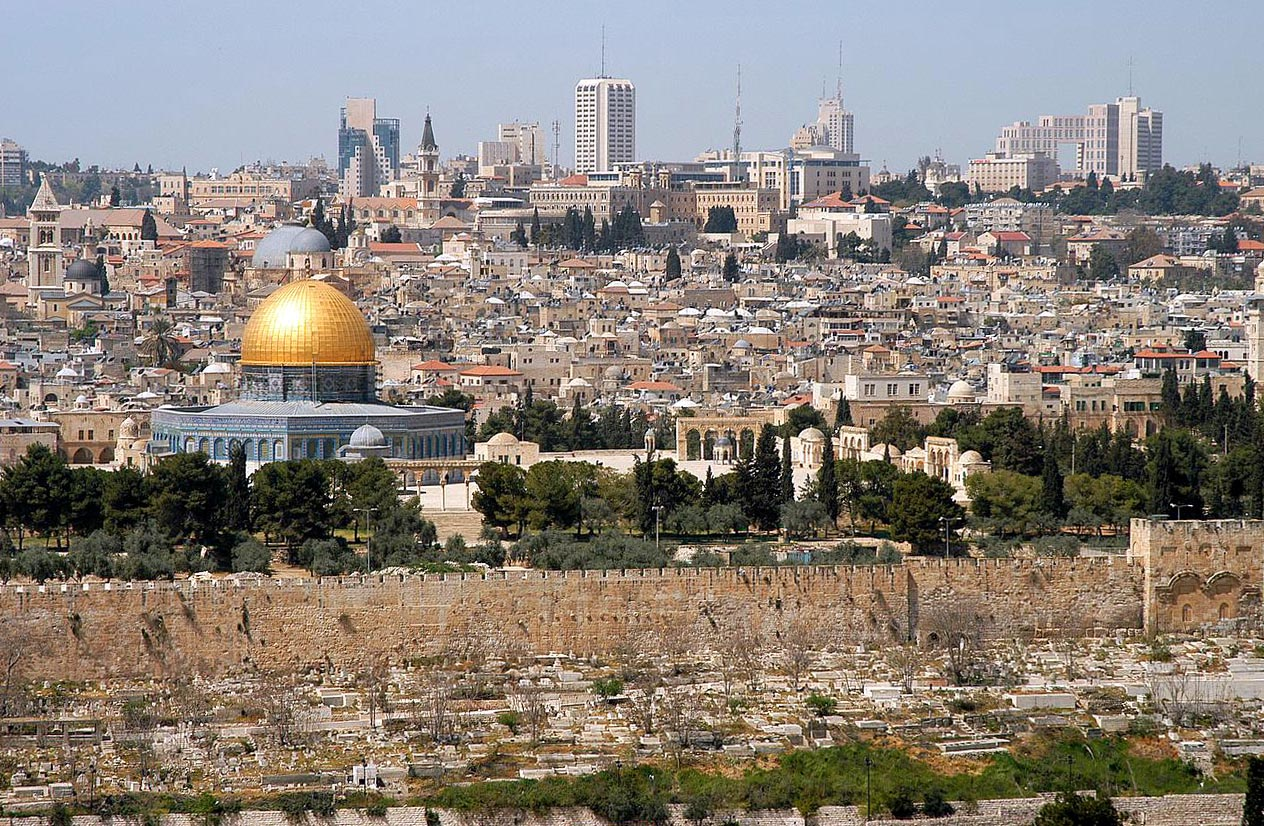
Luật Jerusalem năm 1980 của Israel tuyên bố Jerusalem là "thủ đô vĩnh viễn và không thể chia cắt" của Israel.

Trong khi đó, chính phủ của Begin cung cấp ưu đãi cho người Israel đến định cư tại Bờ Tây bị chiếm đóng, gia tăng bất hòa với người Palestine tại khu vực đó. Luật Cơ bản: Jerusalem, Thủ đô của Israel được thông qua vào năm 1980, được một số người cho là tái xác nhận hành động sáp nhập Jerusalem của Israel vào năm 1967 bằng một sắc lệnh chính phủ, và khơi lại tranh luận quốc tế về tình trạng của thành phố. Không có pháp luật Israel nào định nghĩa lãnh thổ của Israel và không có đạo luật nào bao gồm cụ thể Đông Jerusalem trong đó. Lập trường của đa số thành viên Liên Hợp Quốc được phản ánh trong nhiều nghị quyết tuyên bố rằng các hành động do Israel tiến hành nhằm định cư công dân của họ tại Bờ Tây, và áp đặt pháp luật và chính quyền của họ tại Đông Jerusalem, là bất hợp pháp và vô hiệu. Năm 1981, Israel sáp nhập Cao nguyên Golan, song động thái này không được quốc tế công nhận.
Ngày 7 tháng 6 năm 1981, không quân Israel phá hủy lò phản ứng hạt nhân duy nhất của Iraq, nhằm cản trở chương trình vũ khí hạt nhân của Iraq. Sau một loạt cuộc tấn công của Tổ chức Giải phóng Palestine vào năm 1982, Israel xâm chiếm Liban vào cùng năm để phá hủy các căn cứ mà PLO dùng để phát động tấn công và phóng tên lửa vào miền bắc Israel. Trong sáu ngày đầu giao chiến, Israel phá hủy lực lượng quân sự của PLO tại Liban và đánh bại quyết định Syria. Ủy ban Kahan của chính phủ Israel sau đó quy trách nhiệm gián tiếp cho Begin, Sharon và một số tướng lĩnh Israel về cuộc thảm sát người Palestine và Liban tại Sabra và Shatila. Năm 1985, Israel đáp lại một cuộc tấn công khủng bố của người Palestine tại Síp bằng cách oanh tạc trụ sở của PLO tại Tunis. Israel triệt thoái khỏi hầu hết Liban vào năm 1986, song duy trì một vùng đệm biên giới tại miền nam Liban cho đến năm 2000, tại đó lực lượng Israel tham gia xung đột với tổ chức dân quân Liban Hezbollah.
Đa dạng sắc tộc của Israel được mở rộng trong thập niên 1980 và 1990 do nhập cư. Một số làn sóng người Do Thái Ethiopia di cư đến Israel trong thập niên 1980 và 1990. Trong khi đó, từ năm 1990 đến năm 1994, dân số Israel tăng 12% nhờ người Nga nhập cư.
Đại khởi nghĩa (Intifada) lần thứ nhất là chỉ một cuộc khởi nghĩa của người Palestine chống lại quyền cai trị của Israel, bùng phát vào năm 1987, với các làn sóng tuần hành và bạo lực không có phối hợp tại Bờ Tây và Dải Gaza. Trong sáu năm sau đó, Đại khởi nghĩa có tổ chức hơn và gồm các biện pháp kinh tế và văn hóa nhằm mục tiêu phá vỡ sự chiếm đóng của Israel. Trên một nghìn người bị giết chết trong bạo lực. Trong Chiến tranh Vùng Vịnh năm 1991, PLO ủng hộ Saddam Hussein và Iraq phóng tên lửa tấn công Israel. Tuy nhiên, Israel lưu ý đến lời kêu gọi của Hoa Kỳ về giữ kiềm chế trả đũa và không tham gia cuộc chiến này.

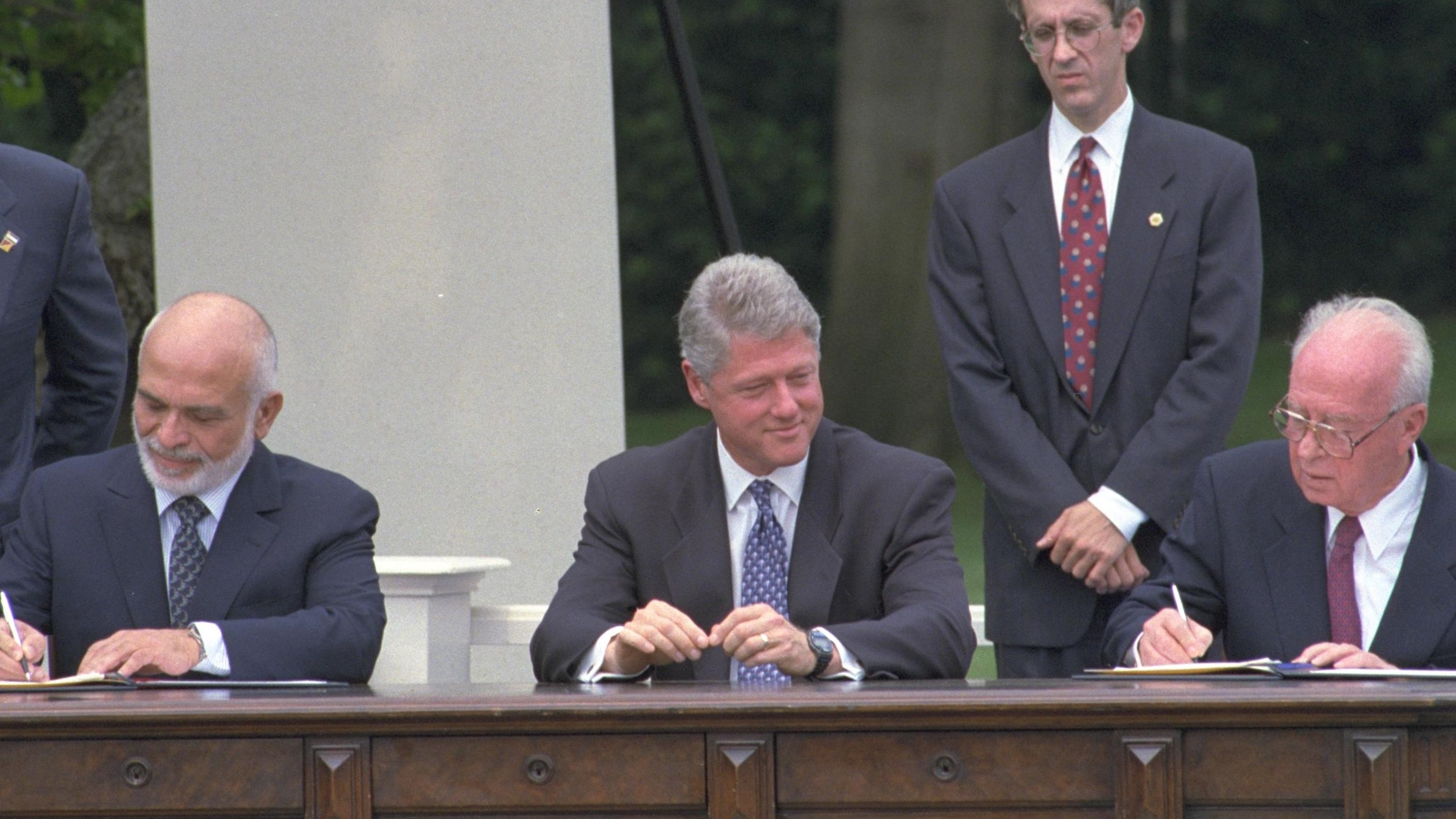
Tổng thống Hoa Kỳ Bill Clinton chứng kiến Quốc vương Hussein của Jordan (trái) và Thủ tướng Israel Yitzhak Rabin (phải) ký kết Hiệp định hòa bình Israel-Jordan

Năm 1992, Yitzhak Rabin trở thành thủ tướng khi đảng của ông thắng cử với lời kêu gọi thỏa hiệp với láng giềng của Israel. Năm sau, Shimon Peres đại diện cho Israel, và Mahmoud Abbas đại diện cho Tổ chức Giải phóng Palestine, ký kết Hiệp nghị Oslo, theo đó trao cho Chính quyền Dân tộc Palestine quyền cai quản một bộ phận của Bờ Tây và Dải Gaza. PLO cũng công nhận quyền tồn tại của Israel và cam kết kết thúc chính sách khủng bố. Năm 1994, Hiệp định hòa bình Israel–Jordan được ký kết, theo đó Jordan trở thành quốc gia Ả Rập thứ nhì bình thường hóa quan hệ với Israel. Tháng 11 năm 1995, Yitzhak Rabin bị ám sát bởi một người Do Thái cực hữu phản đối Hiệp nghị Oslo.
Đến cuối thập niên 1990, Israel dưới quyền lãnh đạo của Benjamin Netanyahu triệt thoái khỏi Hebron, và ký kết Bị vong lục Wye River, trao quyền cai quản lớn hơn cho Chính quyền Dân tộc Palestine. Ehud Barak trở thành thủ tướng vào năm 1999, ông cho rút quân khỏi miền nam Liban và tiến hành đàm phán với Chủ tịch Chính quyền Palestine Yasser Arafat và Tổng thống Hoa Kỳ Bill Clinton tại Hội nghị thượng đỉnh Trại David năm 2000. Trong hội nghị, Barak đề xuất kế hoạch thành lập một nhà nước Palestine, bao gồm toàn bộ Dải Gaza và trên 90% Bờ Tây, còn Jerusalem là thủ đô chung của Israel và Palestine..
Sau khi các cuộc đàm phán tan vỡ và chuyến thăm gây tranh luận của thủ lĩnh Đảng Likud là Ariel Sharon đến Núi Đền, Đại khởi nghĩa lần thứ hai khởi đầu. Một số nhà bình luận cho rằng cuộc khởi nghĩa do Yasser Arafat lên kế hoạch từ trước do đàm phán hòa bình tan vỡ. Sharon trở thành thủ tướng trong cuộc bầu cử năm 2001, ông tiến hành kế hoạch nhằm đơn phương triệt thoái khỏi Dải Gaza và cũng đi đầu trong xây dựng hàng rào Bờ Tây của Israel, kết thúc Đại khởi nghĩa.
Tháng 7 năm 2006, Hezbollah tiến hành pháo kích các cộng đồng biên giới phía bắc của Israel và vượt biên bắt cóc hai binh sĩ Israel, dẫn đến Chiến tranh Liban thứ hai kéo dài trong hơn một tháng. Ngày 6 tháng 9 năm 2007, Không quân Israel phá hủy một lò phản ứng hạt nhân tại Syria. Cuối năm 2008, Israel tham gia một cuộc xung đột khác khi thỏa thuận đình chiến giữa Hamas và Israel tan vỡ. Chiến tranh Gaza kéo dài trong ba tuần và kết thúc sau khi Israel tuyên bố đơn phương đình chiến. Hamas tuyên bố lệnh đình chiến riêng của họ. Mặc dù các vụ phóng rocket của người Palestine và các cuộc tấn công trả đũa của Israel không hoàn toàn ngưng lại, song lệnh đình chiến mong manh vẫn được duy trì. Với lý do là phản ứng trước các cuộc tấn công rocket của người Palestine nhằm vào các thành phố miền nam Israel, Israel bắt đầu tiến hành một chiến dịch tại Gaza vào ngày 14 tháng 11 năm 2012, kéo dài trong tám ngày. Tháng 7 năm 2014, Israel bắt đầu một chiến dịch khác tại Gaza sau khi Hamas leo thang các cuộc tấn công bằng rocket.

## Địa lý
Israel nằm ven cực đông của Địa Trung Hải, giáp với Liban về phía bắc, Syria về phía đông bắc, Jordan và Bờ Tây về phía Đông, và Ai Cập cùng Dải Gaza về phía tây nam. Lãnh thổ Israel nằm giữa vĩ tuyến 29° và 34° Bắc, và kinh tuyến 34° và 36° Đông.
Lãnh thổ chủ quyền của Israel (theo phân giới trong Hiệp định Đình chiến 1949 và loại trừ toàn bộ lãnh thổ bị Israel chiếm lĩnh trong Chiến tranh Sáu ngày năm 1967) có diện tích khoảng 20.770 kilômét vuông (8.019 dặm vuông Anh), trong đó hai phần trăm là mặt nước. Tuy nhiên, vùng đặc quyền kinh tế của họ tại Địa Trung Hải lớn gấp đôi diện tích đất liền. Tổng diện tích lãnh thổ tuân theo pháp luật Israel, kể cả Đông Jerusalem và Cao nguyên Golan, là 22.072 kilômét vuông (8.522 dặm vuông Anh), và tổng diện tích nằm dưới quyền kiểm soát của Israel, bao gồm Bờ Tây do Israel kiểm soát quân sự và người Palestine quản lý cục bộ, là 27.799 kilômét vuông (10.733 dặm vuông Anh). Mặc dù có quy mô nhỏ song Israel sở hữu các đặc điểm địa lý đa dạng, từ hoang mạc Negev tại miền nam đến thung lũng Jezreel phì nhiêu nội lục, các dãy núi Galilee, Carmel và về phía Golan tại miền bắc. Đồng bằng Duyên hải Israel bên bờ Địa Trung Hải là nơi cư trú của 57% cư dân toàn quốc. Phía đông của các cao địa trung tâm là Thung lũng đứt gãy Jordan, một bộ phận nhỏ của Thung lũng tách giãn Lớn dài 6.500 kilômét (4.039 mi).
Sông Jordan chảy dọc Thung lũng đứt gãy Jordan, từ núi Hermon qua thung lũng Hulah và biển Galilee đến Biển Chết- điểm thấp nhất trên bề mặt Trái Đất. Xa hơn về phía nam là Arabah, kết thúc là vịnh Eilat thuộc Biển Đỏ. Điểm độc đáo của Israel và bán đảo Sinai là các makhtesh, hay các đài vòng bị xói mòn. Makhtesh lớn nhất trên thế giới là miệng Ramon tại Negev, có kích thước 40 nhân 8 kilômét (25 nhân 5 mi). Một báo cáo về tình trạng môi trường của các quốc gia lưu vực Địa Trung Hải cho thấy Israel có số lượng loài thực vật nhiều nhất trên mỗi mét vuông so với các quốc gia khác trong lưu vực.

### Kiến tạo và địa chấn
Thung lũng đứt gãy Jordan là kết quả của vận động địa chấn bên dưới hệ thống đứt gãy Đoạn tầng Biển Chết (DSF). DSF hình thành ranh giới biến đổi giữa mảng châu Phi ở phía tây và mảng Ả Rập ở phía đông. Cao nguyên Golan và toàn bộ Jordan thuộc mảng Ả Rập, trong khi Galilee, Bờ Tây, Đồng bằng Duyên hải và Negev cùng bán đảo Sinai nằm trên mảng châu Phi. Sự sắp xếp kiến tạo này kéo theo hoạt động địa chấn tương đối cao độ trong khu vực. Toàn bộ đoạn thung lũng Jordan được cho là nhiều lần bị đứt, thí dụ trong hai trận động động đất lớn cuối cùng dọc theo cấu trúc này vào năm 749 và 1033. Sự thiếu hụt trượt bắt nguồn từ sự kiện năm 1033 là đủ để gây một trận động đất Mw~7.4.
Các trận động đất thê thảm nhất được biết đến từng diễn ra vào các năm 31 TCN, 363, 749, và 1033, trung bình cách nhau khoảng 400 năm. Các trận động đất hủy diệt gây ra tổn thất nghiêm trọng về nhân mạng xảy ra mỗi 80 năm. Trong khi các quy định xây dựng nghiêm ngặt đang được thi hành và các công trình xây dựng gần đây an toàn với động đất, tính đến  năm 2007 phần lớn công trình tại Israel được xây trước khi thi hành các quy định này và nhiều tòa nhà công cộng cũng như 50.000 tòa nhà ở không đáp ứng các tiêu chuẩn mới và bị "dự kiến sụp đổ" nếu gặp phải một trận động đất mạnh.

### Khí hậu

Bản đồ Israel theo phân loại khí hậu Köppen.

Nhiệt độ tại Israel biến động nhiều, đặc biệt là trong mùa đông. Các khu vực duyên hải, như Tel Aviv và Haifa, có khí hậu Địa Trung Hải đặc trưng với mùa đông mát và có mưa nhiều còn mùa hè kéo dài và nóng. Khu vực Beersheba và Bắc Negev có khí hậu bán hoang mạc với mùa hè nóng và mùa đông lạnh, số ngày mưa ít hơn so với khí hậu Địa Trung Hải. Các khu vực Nam Negev và Arava có khí hậu hoang mạc với mùa hè rất nóng và khô, mùa đông ôn hòa với vài ngày có mưa. Nhiệt độ cao nhất tại lục địa châu Á (54,0 °C hay 129,2 °F) ghi nhận được vào năm 1942 tại kibbutz Tirat Zvi thuộc miền bắc thung lũng sông Jordan.
Trên các khu vực núi cao cực độ khác có thể nhiều gió và lạnh, các khu vực có độ cao từ 750 mét trở lên (cùng độ cao với Jerusalem) thường có ít nhất một trận tuyết rơi mỗi năm. Mưa hiếm khi rơi tại Israel từ tháng 5 đến tháng 9. Do tài nguyên nước khan hiếm, Israel phát triển các kỹ thuật tiết kiệm nước khác nhau, chẳng hạn như tưới nhỏ giọt. Người Israel cũng tận dụng ánh sáng mặt trời sẵn có cho ngành quang năng, biến Israel trở thành nước dẫn đầu về năng lượng mặt trời sử dụng theo bình quân (hầu như toàn bộ hộ gia đình sử dụng tấm năng lượng mặt trời để đun nước).
Israel có bốn khu vực địa lý thực vật khác nhau, do nước này nằm giữa ôn đới và nhiệt đới, giáp với Địa Trung Hải tại phía tây và hoang mạc về phía đông. Vì nguyên nhân này, động thực vật tại Israel cực kỳ đa dạng. Phát hiện được 2.867 loài thực vật tại Israel. Trong đó, ít nhất 253 loài được du nhập và phi bản địa. Israel có 380 khu bảo tồn thiên nhiên.

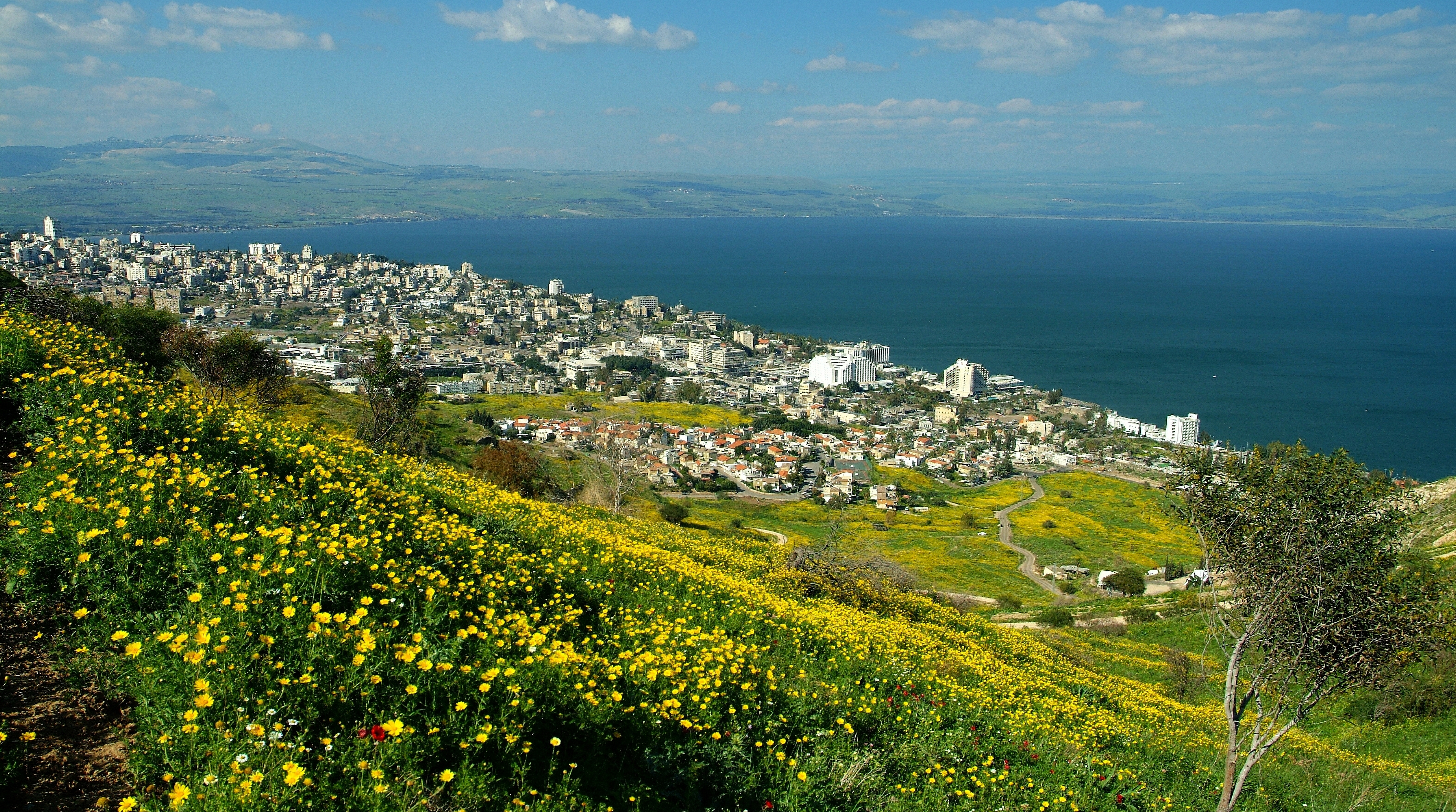
Tiberias và biển Galilee
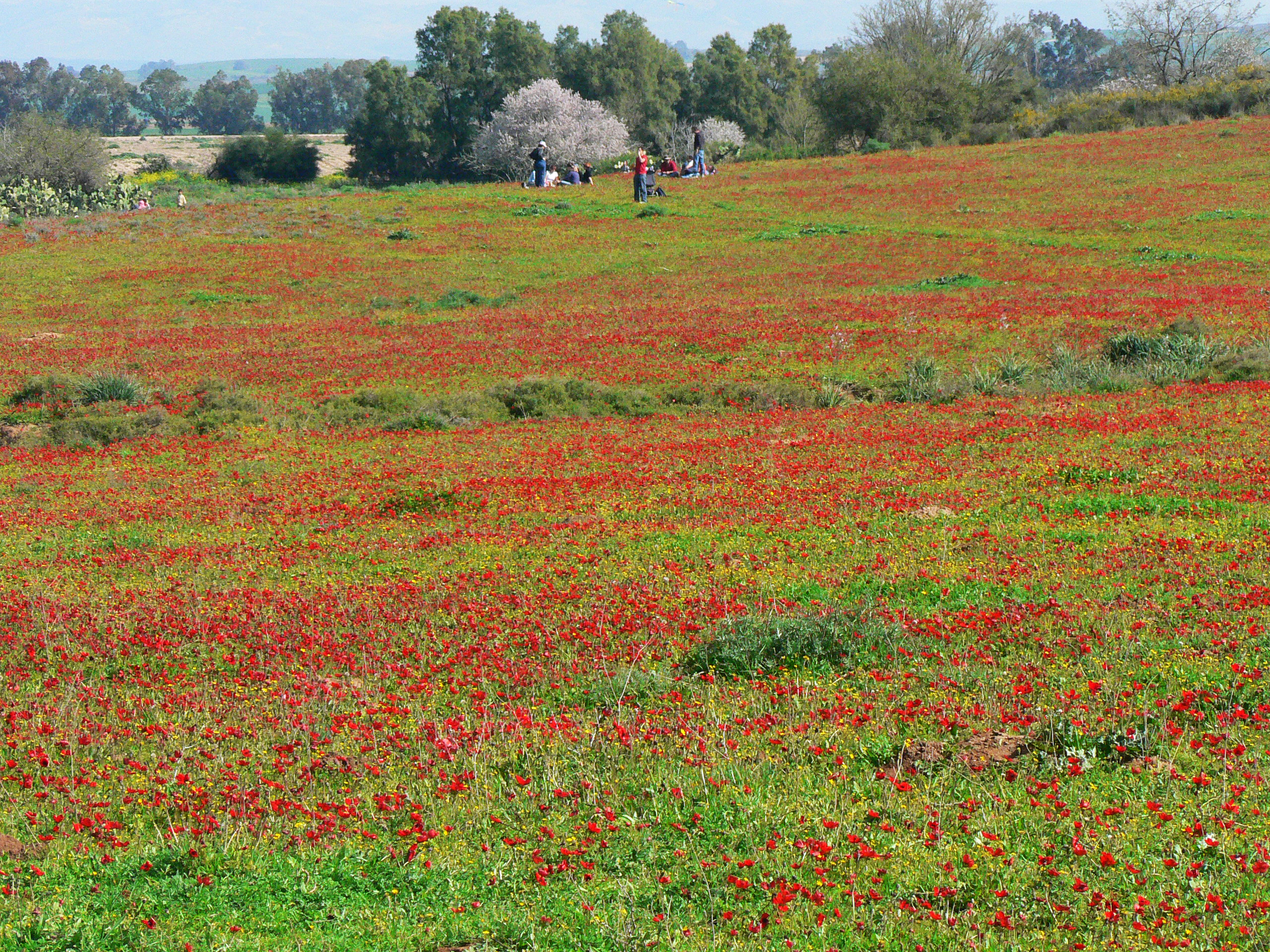
Cánh đồng Anemone coronaria, quốc hoa của Israel
Miệng Ramon, một loại miệng núi lửa độc đáo chỉ có tại Israel và bán đảo Sinai

## Chính trị

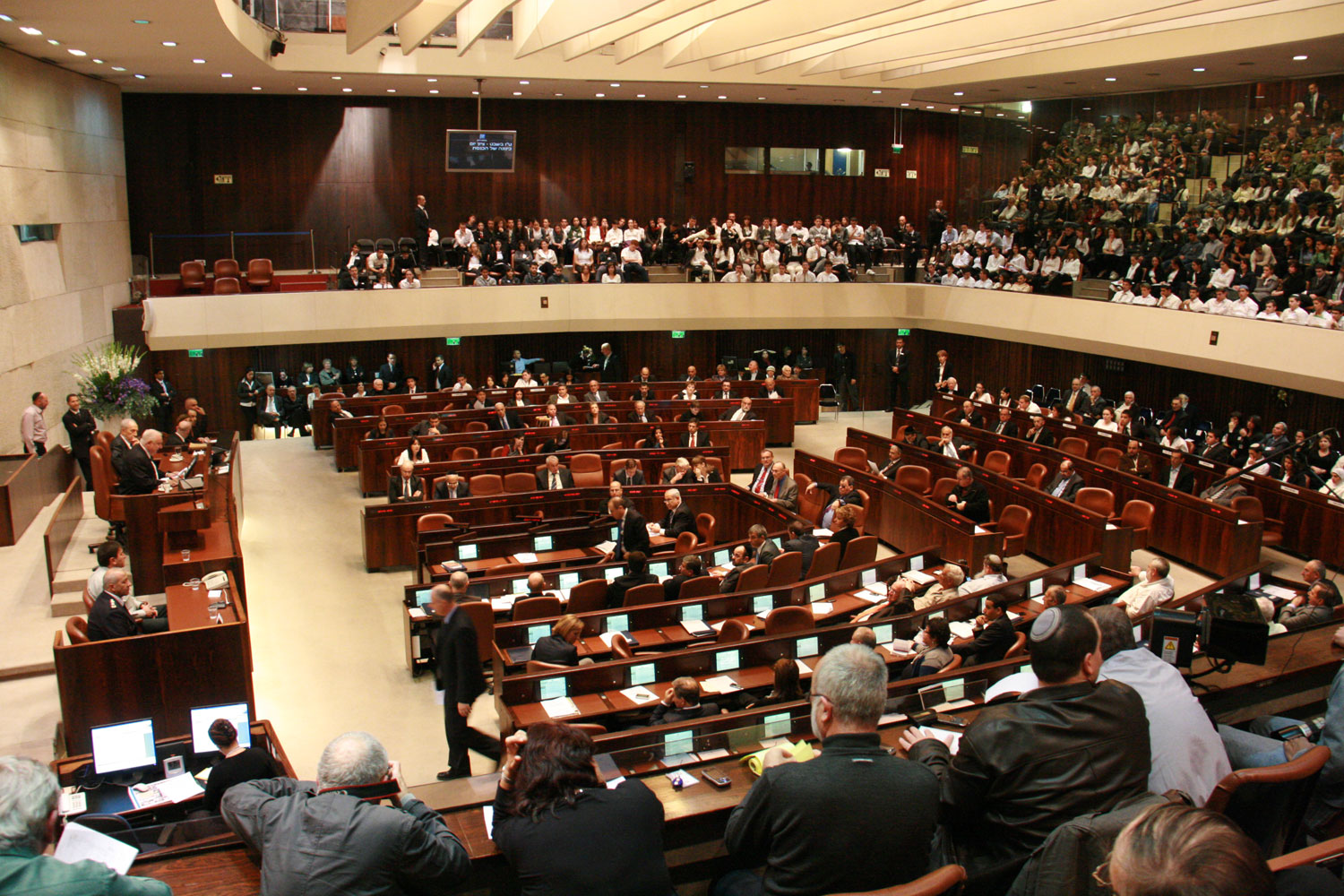
Phòng họp của Knesset, nghị viện Israel

Israel áp dụng hệ thống nghị viện theo mô hình cộng hòa dân chủ cùng quyền phổ thông đầu phiếu. Một thành viên của nghị viện được đa số nghị viện ủng hộ sẽ trở thành thủ tướng, thường là thủ lĩnh của đảng lớn nhất. Thủ tướng là người đứng đầu chính phủ và nội các. Nghị viện của Israel có 120 thành viên, gọi là Knesset. Tư cách thành viên của Knesset dựa trên đại diện tỷ lệ của các chính đảng, với ngưỡng phiếu bầu là 3,25%.
Bầu cử nghị viện được quy định bốn năm tổ chức một lần, song các liên minh không ổn định hoặc một cuộc bỏ phiếu bất tín nhiệm của Knesset có thể giải tán chính phủ sớm hơn. Luật Cơ bản của Israel có chức năng là hiến pháp bất thành văn. Năm 2003, Knesset bắt đầu soạn thảo hiến pháp chính thức dựa trên các luật này. Tổng thống Israel là nguyên thủ quốc gia, có nhiệm vụ hạn chế và phần lớn mang tính lễ nghi.
Israel không có tôn giáo chính thức, song việc định nghĩa nhà nước là "Do Thái và dân chủ" tạo ra một liên kết mạnh với Do Thái giáo, cũng như là xung đột giữa luật nhà nước và luật tôn giáo. Sự tương tác giữa các chính đảng giúp duy trì cân bằng giữa nhà nước và tôn giáo ở mức độ lớn như đã từng thể hiện thời Anh cai trị ủy trị.

### Hệ thống tư pháp
Israel có hệ thống tòa án ba cấp. Cấp thấp nhất là các tòa án thẩm phán, nằm tại hầu hết thành phố khắp Israel. Cấp thứ hai là các tòa án cấp quận, đóng vai trò là các tòa án phúc thẩm và tòa án sơ thẩm; chúng nằm tại năm trong số sáu quận. Cấp cao nhất là tòa án tối cao; nằm tại Jerusalem; nó đóng vai trò là tòa án phúc thẩm tối cao và tòa án tư pháp tối cao. Trong chức năng thứ hai, Tòa án tối cao là tòa án sơ thẩm, cho phép các cá nhân, cả công dân và phi công dân, được đệ đơn kiện các quyết định của nhà cầm quyền đất nước. Mặc dù Israel ủng hộ mục tiêu của Tòa án Hình sự Quốc tế, song họ không phê chuẩn Quy chế Roma do lo ngại về khả năng tòa án duy trì rằng buộc công bằng chính trị.
Hệ thống tư pháp của Israel kết hợp ba truyền thống tư pháp: thông luật Anh, dân luật, và luật Do Thái. Nó dựa trên nguyên tắc án lệ (tiền lệ) và là một hệ thống đối địch, tại đó các bên trình bằng chứng trước tòa. Các vụ kiện tòa án do thẩm phán chuyên nghiệp quyết định thay vì bồi thẩm đoàn. Kết hôn và ly hôn là thẩm quyền của các tòa án tôn giáo: Do Thái giáo, Hồi giáo, Druze, Cơ Đốc giáo. Một ủy ban gồm hai thành viên Knesset, ba thành viên Tòa án Tối cao, hai thành viên hiệp hội luật sư, và hai bộ trưởng (một người là bộ trưởng tư pháp và là chủ tịch ủy ban) bầu ra các thẩm phán. Các thành viên của hội đồng thuộc Knesset được Knesset bầu bí mật, và một người theo truyền thống là thành viên của phe đối lập.

### Đơn vị hành chính
| Quận             | Thủ phủ        | Thành phố lớn nhất | Dân số        | Dân số      | Dân số    | Dân số  |
| Quận             | Thủ phủ        | Thành phố lớn nhất | Người Do Thái | Người Ả Rập | Tổng      | ghi chú |
| ---------------- | -------------- | ------------------ | ------------- | ----------- | --------- | ------- |
| Jerusalem        | Jerusalem      | Jerusalem          | 67%           | 32%         | 1.083.300 | a       |
| Bắc              | Nazareth Illit | Nazareth           | 43%           | 54%         | 1.401.300 |         |
| Haifa            | Haifa          | Haifa              | 68%           | 26%         | 996.300   |         |
| Trung            | Ramla          | Rishon LeZion      | 88%           | 8%          | 2.115.800 |         |
| Tel Aviv         | Tel Aviv       | Tel Aviv           | 93%           | 2%          | 1.388.400 |         |
| Quận Nam         | Beersheba      | Ashdod             | 73%           | 20%         | 1.244.200 |         |
| Judea và Samaria | Ariel          | Modi'in Illit      | 98%           | 0%          | 399,300   | b       |

^a  Bao gồm 201.170 người Do Thái và 313.350 người Ả Rập tại Đông Jerusalem, tính đến  năm 2014.
^b  Chỉ công dân Israel.
Nhà nước Israel được phân chia thành sáu quận hành chính, gọi là mehozot (מחוזות; số ít: mahoz) – Trung, Haifa, Jerusalem, Bắc, Nam, và Tel Aviv, cùng với Khu vực Judea và Samaria tại Bờ Tây. Toàn bộ Khu vực Judea và Samaria cùng bộ phận của các quận Jerusalem và Bắc không được quốc tế công nhận là bộ phận của Israel. Các quận được phân chia thành 15 nafot (נפות; số ít: nafa), chúng lại được chia thành 50 khu vực tự nhiên.
Vì mục đích thống kê, quốc gia được chia thành ba khu vực đại đô thị: Đại đô thị Tel Aviv, đại đô thị Haifa, và đại đô thị Beersheba. Đô thị lớn nhất của Israel về dân số và diện tích là Jerusalem với 773.800 cư dân trên diện tích 126 kilômét vuông (49 dặm vuông Anh) (năm 2009). Số liệu thống kê của chính phủ Israel về Jerusalem bao gồm dân số và diện tích của Đông Jerusalem, vốn được công nhận phổ biến là bộ phận lãnh thổ của Palestine bị Israel chiếm đóng. Tel Aviv, Haifa, và Rishon LeZion là các thành phố đông dân kế tiếp của Israel.

### Ngoại giao

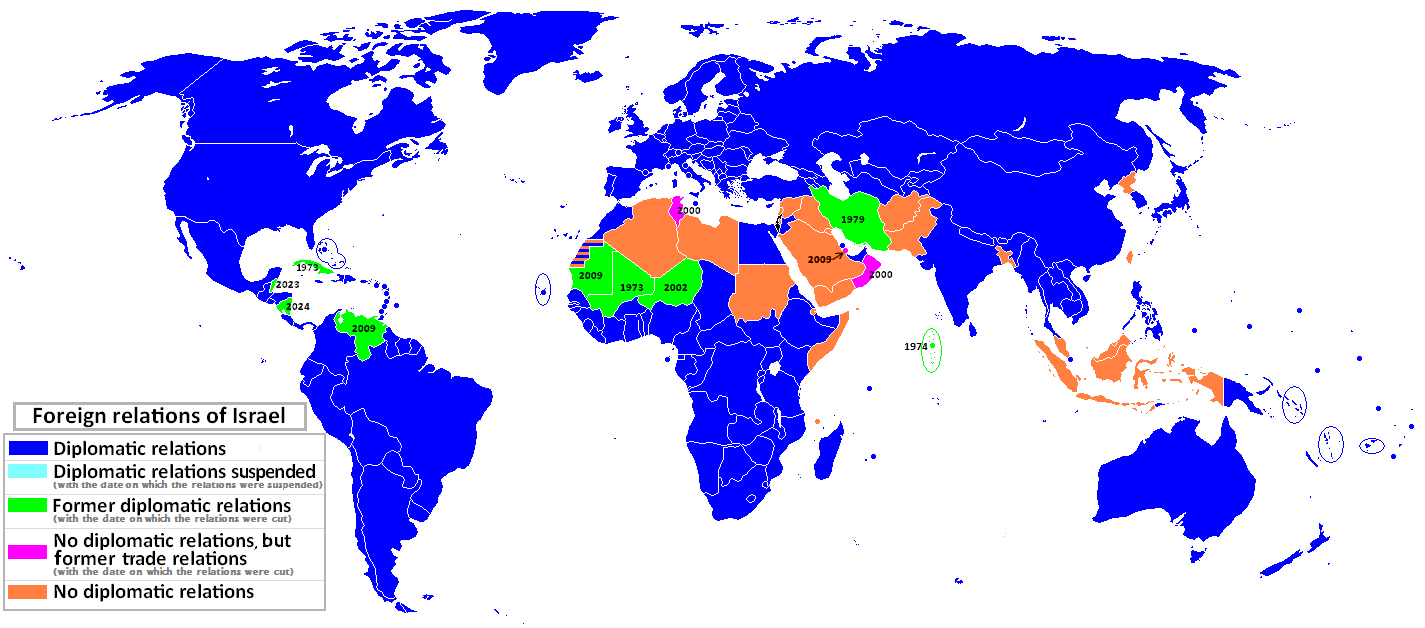
Quan hệ ngoại giao
Quan hệ ngoại giao bị đình chỉ
Từng có quan hệ ngoại giao
Không có quan hệ ngoại giao, nhưng từng có quan hệ mậu dịch
Không có quan hệ ngoại giao

Israel duy trì quan hệ ngoại giao với 158 quốc gia và có 107 phái bộ ngoại giao trên toàn cầu; hầu hết các quốc gia Hồi giáo nằm trong nhóm không có quan hệ ngoại giao với Israel. Chỉ có ba thành viên của Liên đoàn Ả Rập bình thường hóa quan hệ với Israel: Ai Cập và Jordan lần lượt ký các hiệp định hòa bình vào năm 1979 và 1994, và Mauritania chọn lập quan hệ ngoại giao đầy đủ với Israel vào năm 1999. Mặc dù Israel và Ai Cập có hiệp định hòa bình, song Israel vẫn bị nhìn nhận phổ biến là quốc gia đối địch trong xã hội Ai Cập. Theo pháp luật Israel thì Liban, Syria, Ả Rập Xê Út, Iraq, Iran, Sudan, và Yemen là các quốc gia đối địch, và công dân Israel không được đến đó nếu không được phép từ Bộ Nội vụ. Iran có quan hệ ngoại giao với Israel dưới thời triều đại Pahlavi song thu hồi việc công nhận Israel trong Cách mạng Hồi giáo 1979. Do Chiến tranh Gaza 2008-2009, Mauritania, Qatar, Bolivia, và Venezuela đình chỉ các quan hệ chính trị và kinh tế với Israel.
Hoa Kỳ và Liên Xô là hai quốc gia đầu tiên công nhận Nhà nước Israel, họ ra tuyên bố công nhận gần như đồng thời. Hoa Kỳ nhìn nhận Israel là "đối tác đáng tin cậy nhất tại Trung Đông" của họ, dựa trên "các giá trị dân chủ, thân thuộc tôn giáo, và lợi ích an ninh chung". Hoa Kỳ đã cung cấp 68 tỷ USD viện trợ quân sự và 32 tỷ USD tài trợ cho Israel từ năm 1967 theo Đạo luật Viện trợ Nước ngoài, nhiều hơn bất kỳ quốc gia nào trong cùng thời kỳ cho đến năm 2003. Anh Quốc được nhận định là có một mối quan hệ "tự nhiên" với Israel bắt nguồn từ khi Anh Quốc cai trị ủy trị Palestine. Quan hệ giữa hai quốc gia cũng được củng cố nhờ các nỗ lực của cựu Thủ tướng Tony Blair về một giải pháp hai nhà nước. Đến năm 2007 Đức đã chi trả 25 tỷ euro tiền bồi thường cho Nhà nước Israel và những công dân Israel sống sót sau nạn diệt chủng người Do Thái. Israel được đưa vào trong Chính sách Láng giềng Châu Âu (ENP) của Liên minh châu Âu, vốn có mục tiêu thắt chặt quan hệ giữa EU và các quốc gia lân cận.
Mặc dù Thổ Nhĩ Kỳ và Israel không thiết lập quan hệ ngoại giao đầy đủ cho đến năm 1991, song Thổ Nhĩ Kỳ đã hợp tác với Nhà nước Israel kể từ khi công nhận quốc gia này vào năm 1949. Mối quan hệ của Thổ Nhĩ Kỳ với các quốc gia Hồi giáo đa số trong khu vực vào đương thời cản trở quan hệ giữa họ và Israel. Quan hệ giữa Thổ Nhĩ Kỳ và Israel bị suy sụp sau Chiến tranh Gaza 2008-2009 và việc Israel tập kích đội tàu Gaza năm 2010. Quan hệ giữa Israel và Hy Lạp được cải thiện từ năm 1995 do quan hệ Israel-Thổ Nhĩ Kỳ suy thoái. Hai quốc gia có một hiệp định hợp tác phòng thủ và vào năm 2010, Không quân Israel tổ chức diễn tập chung với Không quân Hy Lạp tại căn cứ Uvda. Chương trình thăm dò chung dầu khí Síp-Israel tập trung tại mỏ khí Leviat là một yếu tố quan trọng đối với Hy Lạp do nước này có liên kết mạnh mẽ với Síp. Hợp tác trong tuyến cáp điện ngầm EuroAsia Interconnector giúp tăng cường quan hệ giữa Síp và Israel.
Azerbaijan là một trong vài quốc gia Hồi giáo phát triển các quan hệ chiến lược và kinh tế song phương với Israel. Azerbaijan cung cấp dầu cho Israel, và Israel giúp hiện đại hóa lực lượng vũ trang của Azerbaijan. Ấn Độ thiết lập quan hệ ngoại giao đầy đủ với Israel vào năm 1992 và từ đó phát triển quan hệ đối tác quân sự, công nghệ và văn hóa mạnh mẽ với Israel. Theo một cuộc thăm dò quan điểm quốc tế được tiến hành vào năm 2009 nhân danh Bộ Ngoại giao Israel, Ấn Độ là quốc gia thân Israel nhất trên thế giới. Ấn Độ là khách hàng lớn nhất của thiết bị quân sự Israel và Israel là đối tác quân sự lớn thứ nhì của Ấn Độ sau Nga. Tại châu Phi, Ethiopia là đồng minh chủ yếu và thân cận nhất của Israel do có chính trị, tôn giáo và lợi ích an ninh tương đồng.
Việt Nam và Israel thiết lập quan hệ ngoại giao ngày 12 tháng 7 năm 1993. Israel mở đại sứ quán tại Hà Nội vào tháng 12 năm 1993. Từ khi tạo dựng mối quan hệ ngoại giao, hai nước đã thường xuyên có những chuyến thăm lẫn nhau ở nhiều cấp và đã củng cố sự hợp tác trên các lĩnh vực như thương mại, giáo dục, văn hóa, nông nghiệp, quốc phòng và hợp tác kỹ thuật. Những chuyến thăm của chính phủ Israel thường đi kèm với những đoàn đại biểu bao gồm các doanh nhân, các học giả, nhà báo, nghệ sĩ, nhạc sĩ, nhân viên pháp lý và vân vân.

### Quân đội
Lực lượng Phòng vệ Israel là lực lượng quân đội duy nhất của lực lượng an ninh Israel, có người đứng đầu là tổng tư lệnh (Ramatkal), dưới quyền nội các. Lực lượng Phòng vệ Israel gồm có lục quân, không quân và hải quân. Lực lượng này được thành lập trong Chiến tranh Ả Rập-Israel năm 1948, do hợp nhất các tổ chức bán quân sự mà trong đó chủ yếu là tổ chức Haganah tồn tại từ trước khi lập quốc. Lực lượng Phòng vệ Israel cũng dựa trên nguồn lực của Cục Tình báo Quân sự (Aman), cơ quan này hoạt động cùng với cơ quan tình báo quốc gia Mossad và cơ quan an ninh nội bộ Shabak. Lực lượng Phòng vệ Israel tham gia một số chiến tranh và xung đột biên giới quy mô lớn trong lịch sử ngắn ngủi của mình, trở thành một trong những lực lượng quân sự được huấn luyện trong chiến đấu nhiều nhất trên thế giới.
Hầu hết người Israel thực hiện nghĩa vụ quân sự vào tuổi 18. Nam giới phục vụ trong hai năm tám tháng, còn nữ giới phục vụ trong hai năm. Sau khi hoàn thành nghĩa vụ, nam giới Israel tham gia lực lượng dự bị và thường xuyên thực hiện đến vài tuần nhiệm vụ dự bị mỗi năm cho đến khi 40 tuổi. Hầu hết nữ giới được miễn nhiệm vụ dự bị. Công dân Israel là người Ả Rập (ngoại trừ tín đồ Druze) và những người tham gia nghiên cứu tôn giáo toàn thời gian được miễn nghĩa vụ quân sự, song việc miễn trừ cho các học viên chủng viện Do Thái là một đề tài gây tranh luận nhiều năm trong xã hội Israel. Một sự thay thế cho những người được miễn trừ vì các nguyên nhân khác nhau là phục vụ quốc gia (Sherut Leumi), tức tham gia một chương trình phục vụ trong các bệnh viện, trường học, và các cơ cấu tổ chức phúc lợi xã hội khác. Do chương trình nghĩa vụ quân sự, Lực lượng Phòng vệ Israel duy trì khoảng 176.500 lính tại ngũ cộng thêm 445.000 lính dự bị (2012).
Quân sự Israel dựa chủ yếu vào các hệ thống vũ khí công nghệ cao, do Israel thiết kế và chế tạo, cùng một số vũ khí nhập khẩu. Tên lửa Arrow nằm trong số ít hệ thống tên lửa chống tên lửa đạn đạo hoạt động trên thế giới. Dòng tên lửa không đối không Python thường được nhận định là một trong các vũ khí quan trọng nhất trong lịch sử quân sự quốc gia. Tên lửa Spike của Israel nằm trong số tên lửa chống tăng được xuất khẩu nhiều nhất trên thế giới. Hệ thống phòng không chống tên lửa Vòm Sắt được tán dương trên toàn cầu sau khi chặn đứng hàng trăm pháo phản lực Qassam, 122 mm Grad và Fajr-5 do các chiến binh Palestine phóng đi từ Dải Gaza. Kể từ Chiến tranh Yom Kippur năm 1973, Israel phát triển một mạng lưới vệ tinh do thám. Thành công của chương trình Ofeq khiến Israel trở thành một trong bảy quốc gia có năng lực phóng các vệ tinh như vậy.
Israel được nhiều người tin là sở hữu vũ khí hạt nhân cũng như các vũ khí hóa học và sinh học hủy diệt hàng loạt. Israel không ký kết Hiệp ước không phổ biến vũ khí hạt nhân và duy trì một chính sách mơ hồ có chủ ý về năng lực hạt nhân của mình. Các tàu ngầm Dolphin của Hải quân Israel được cho là được vũ trang bằng các tên lửa Popeye Turbo hạt nhân, cung cấp năng lực tấn công thứ hai về hạt nhân. Kể từ Chiến tranh Vùng Vịnh năm 1991, khi Israel bị các tên lửa Scud của Iraq tấn công, toàn bộ nhà tại Israel được yêu cầu có một phòng an ninh tăng cường gọi là Merkhav Mugan, không thẩm thấu các vật chất hóa học và sinh học.
Kể từ khi Israel lập quốc, chi tiêu quân sự chiếm một tỷ lệ lớn GDP của quốc gia này, đạt đỉnh là 30,3% chi tiêu GDP cho quốc phòng vào năm 1975. Năm 2015, Israel xếp hạng 7 thế giới về chi tiêu quốc phòng theo tỷ lệ GDP, với 5,4%, và có tổng chi tiêu quân sự lớn thứ 15 thế giới. Kể từ năm 1974, Hoa Kỳ là nước đóng góp đặc biệt đáng kể về viện trợ quân sự cho Israel. Theo một bị vong lục thông hiểu ký kết vào năm 2016, Hoa Kỳ được dự kiến cung cấp cho Israel 3,8 tỉ USD mỗi năm từ năm 2018 đến năm 2028, chiếm khoảng 20% ngân sách quốc phòng của Israel. Israel xếp hạng bảy thế giới về xuất khẩu vũ khí vào năm 2016. Đa số xuất khẩu vũ khí của Israel không được tường thuật ví các lý do an ninh. Israel luôn bị xếp hạng thấp trong Chỉ số hòa bình toàn cầu, xếp hạng 144/163 quốc gia vào năm 2017.

## Kinh tế
Israel được nhận định là quốc gia tiến bộ nhất tại Tây Nam Á và Trung Đông về phát triển kinh tế và công nghiệp. Giáo dục đại học có chất lượng ưu tú và việc hình thành một cộng đồng dân chúng có động lực và giáo dục cao là nguyên nhân chính khích lệ bùng nổ công nghệ cao và phát triển kinh tế nhanh chóng tại Israel. Năm 2010, Israel gia nhập OECD. Quốc gia này xếp hạng 24 trong Báo cáo cạnh tranh toàn cầu 2016-2017 của Diễn đàn Kinh tế thế giới và đứng thứ 52 về Chỉ số thuận lợi kinh doanh của Ngân hàng Thế giới vào năm 2017. Israel có số lượng công ty khởi nghiệp nhiều thứ hai thế giới (sau Hoa Kỳ) theo một nghiên cứu năm 2005, và đứng thứ ba về số lượng công ty niêm yết trên sàn giao dịch chứng khoán NASDAQ sau Hoa Kỳ và Trung Quốc. Năm 2016, Israel xếp hạng 21 trong số các quốc gia cạnh tranh nhất thế giới, theo Niên giám Cạnh tranh Thế giới của IMD. Israel xếp hạng tư thế giới về tỷ lệ người làm công việc có kỹ năng cao vào năm 2016. Ngân hàng Israel nắm giữ 97,22 tỉ dự trữ ngoại hối.

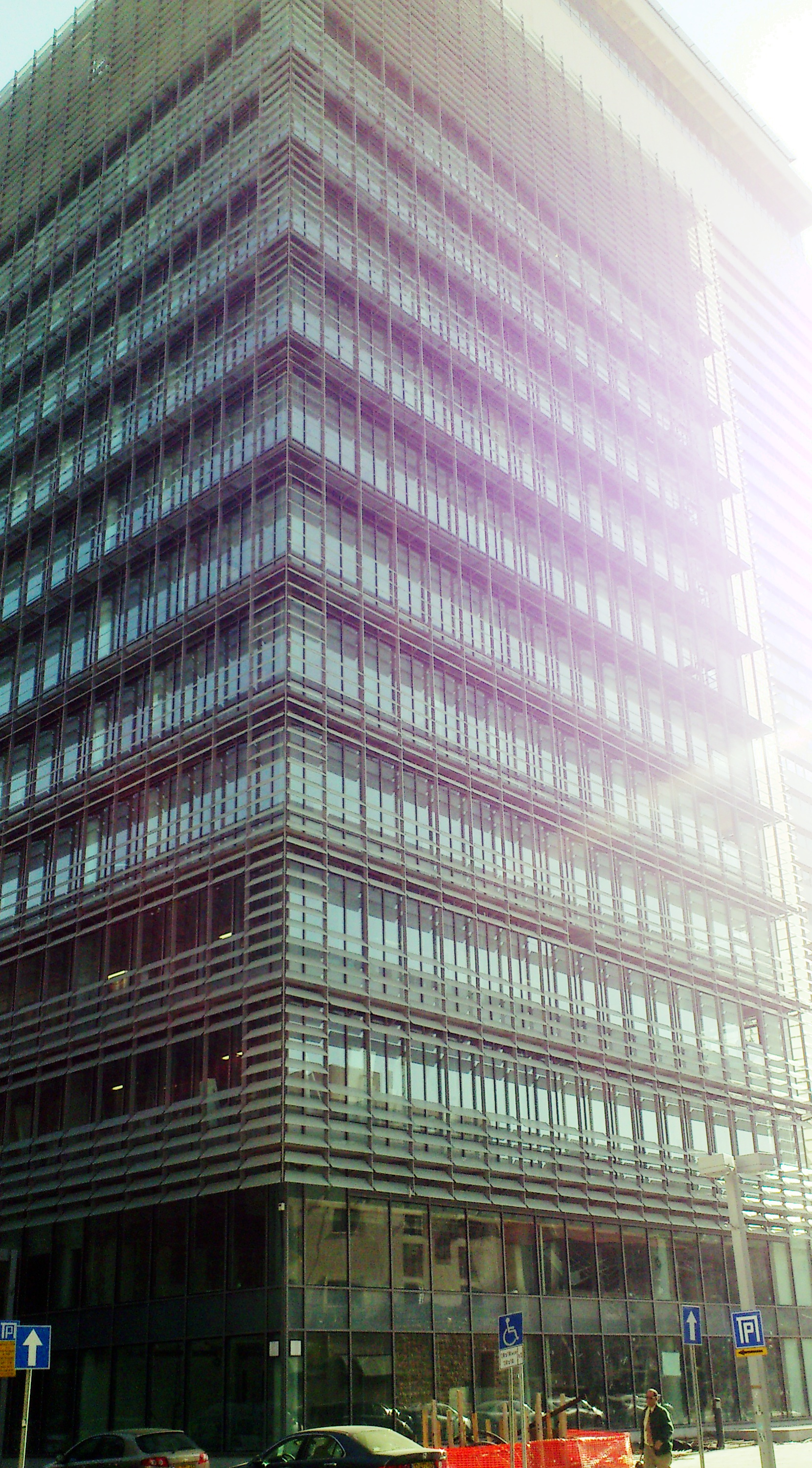
Tòa nhà Sở Giao dịch Chứng khoán Tel Aviv được khánh thành vào năm 2014

Mặc dù có tài nguyên tự nhiên hạn chế, song do phát triển mạnh mẽ trong các lĩnh vực nông nghiệp và công nghiệp trong nhiều thập niên nên Israel phần lớn tự cung cấp được thực phẩm, trừ ngũ cốc và thịt bò. Nhập khẩu vào Israel đạt tổng kim ngạch 57,9 tỉ USD vào năm 2016, bao gồm kim loại thô, thiết bị quân sự, hàng hoá đầu tư, kim cương thô, nhiên liệu, lương thực, hàng tiêu dùng. Các mặt hàng xuất khẩu hàng đầu của Israel là máy móc và thiết bị, phần mềm, kim cương chế tác, nông sản, hoá chất, hàng dệt may; năm 2016, Israeli xuất khẩu trị giá 51,61 tỉ USD.
Israel là quốc gia dẫn đầu về phát triển năng lượng Mặt trời. Israel đứng đầu thế giới về bảo tồn nước và năng lượng địa nhiệt, và bước phát triển của Israel trong các công nghệ ưu việt về phầm mềm, viễn thông và khoa học sự sống gợi lên so sánh với Thung lũng Silicon. Theo OECD, Israel cũng xếp hạng nhất thế giới về chi tiêu nghiên cứu và phát triển (R&D) theo tỷ lệ trong GDP. Israel có thành tích ấn tượng về sáng tạo các công nghệ thúc đẩy lợi nhuận, khiến quốc gia này là một lựa chọn hàng đầu của nhiều nhà lãnh đạo doanh nghiệp và dã khổng lồ công nghiệp công ngệ cao. Intel và Microsoft xây dựng các trung tâm nghiên cứu và phát triển hải ngoại đầu tiên của họ tại Israel, và các tập đoàn đa quốc gia công nghệ cao khác, như IBM, Google, Apple, HP, Cisco Systems, Facebook đã mở các cơ sở R&D tại Israel.
Tháng 7 năm 2007, công ty Berkshire Hathaway của nhà đầu tư người Mỹ Warren Buffett mua lại một công ty Israel là Iscar, vụ thu mua đầu tiên của công ty ngoài lãnh thổ Hoa Kỳ, với giá 4 tỷ USD. Từ thập niên 1970, Israel nhận được viện trợ quân sự từ Hoa Kỳ, cũng như giúp đỡ kinh tế dưới dạng bảo lãnh vốn vay và hiện dạng này chiếm khoảng một nửa nợ nước ngoài của Israel. Israel có nợ nước ngoài vào hàng thấp nhất trong các quốc gia phát triển, và là một nước cho vay ròng dưới dạng nợ nước ngoài ròng, ở mức thặng dư 118 tỷ USD vào tháng 12 năm 2015.
Tuần làm việc tại Israel kéo dài từ Chủ Nhật đến Thứ Năm (đối với tuần làm việc năm ngày), hoặc Thứ Sáu (đối với tuần làm việc sáu ngày). Tuân theo Shabbat, tại những nơi làm việc vào ngày Thứ Sáu và đa số cư dân là người Do Thái, Thứ Sáu là một "ngày ngắn", thường kéo dài đến 14:00 trong mùa đông, hoặc 16:00 trong mùa hè. Có một số đề xuất để điều chỉnh tuần làm việc phù hợp với đa phần thế giới.

### Khoa học và kỹ thuật

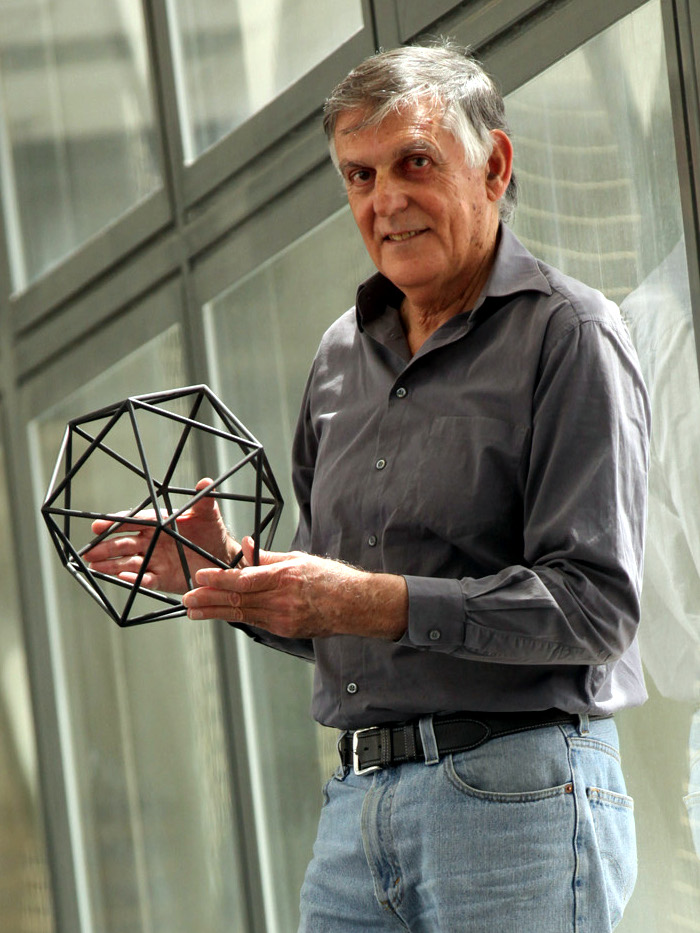
Dan Shechtman là một giáo sư khoa học vật liệu, ông là một trong sáu người Israel đoạt giải Nobel Hóa học trong một thập niên.

Israel là quốc gia dẫn đầu về nghiên cứu khoa học, đặc biệt là trong khoa học tự nhiên, kỹ thuật, và khoa học y tế, chúng cũng là một trong các lĩnh vực phát triển nhất tại Israel. Israel xếp hạng năm trong số các quốc gia sáng tạo nhất theo Chỉ số sáng tạo Bloomberg 2015. Tỷ lệ người Israel tham gia nghiên cứu khoa học, và số tiền chi cho nghiên cứu và phát triển so với GDP, đều nằm vào hàng cao nhất trên thế giới. Israel có số lượng cao nhất về tỷ lệ các nhà khoa học, nhà kỹ thuật, và kỹ sư trên thế giới, với 140/10.000 người lao động. Trong khi đó, con số này là 85/10.000 tại Hoa Kỳ và 83/10.000 tại Nhật Bản.
Các trường đại học tại Israel được xếp hạng trong số 100 đại học hàng đầu thế giới về toán học (Đại học Hebrew, TAU và Technion), vật lý (TAU, Đại học Hebrew và Học viện Khoa học Weizmann), hóa học (Technion và Học viện Khoa học Weizmann), khoa học máy tính (Học viện Khoa học Weizmann, Technion, Đại học Hebrew, TAU và BIU) và kinh tế (Đại học Hebrew và TAU). Israel có nhiều nhà khoa học đạt giải Nobel, và thường xuyên được xếp hạng là một trong các quốc gia có tỷ lệ bình quân cao nhất về các bài luận khoa học trên thế giới. Israel dẫn đầu thế giới về các bài luận nghiên cứu tế bào gốc từ năm 2000.
Cơ quan Không gian Israel điều phối toàn bộ các chương trình nghiên cứu không gian của Israel với các mục tiêu khoa học và thương mại. Năm 2012, Israel được xếp hạng chín trên thế giới theo Chỉ số cạnh tranh không gian của Futron. Israel là một trong bảy quốc gia có năng lực sản xuất đồng thời phóng vệ tinh của mình. Shavit là một tên lửa đẩy không gian do Israel sản xuất để phóng các vệ tinh nhỏ vào quỹ đạo Trái Đất tầm thấp. Nó được phóng lần đầu vào năm 1988, biến Israel thành quốc gia thứ tám có năng lực phóng vệ tinh. Các tên lửa Shavit được Cơ quan Không gian Israel phóng từ sân bay vũ trụ tại Căn cứ Không quân Palmachim. Từ năm 1988, Israel Aerospace Industries đã thiết kế và chế tạo bản địa ít nhất 13 vệ tinh thương mại, nghiên cứu và do thám. Một số vệ tinh của Israel được xếp vào hàng các hệ thống vệ tinh tiến bộ nhất thế giới. Năm 2003, Ilan Ramon trở thành nhà du hành vũ trụ đầu tiên của Israel, song thiệt mạng khi Tàu con thoi Columbia của NASA bị vỡ.
Israel nằm trong số các quốc gia dẫn dầu thế giới về kỹ thuật nước. Năm 2011, ngành kỹ thuật nước đạt giá trị khoảng 2 tỷ USD mỗi năm với lượng xuất khẩu sản phẩm và dịch vụ mỗi năm là hàng chục triệu USD. Do liên tục thiếu hụt tài nguyên nước, Israel có sáng kiến về các kỹ thuật bảo tồn nước, và một kỹ thuật hiện đại hóa nông nghiệp trọng yếu là tưới nhỏ giọt được phát minh tại Israel. Israel cũng ở vị trí hàng đầu về kỹ thuật khử muối và tuần hoàn nước. Nhà máy thẩm thấu ngược nước biển Ashkelon có quy mô hàng đầu thế giới. Israel tổ chức Triển lãm và Hội nghị Kỹ thuật Nước (WaTec) thường niên, thu hút hàng nghìn người từ khắp thế giới. Đến năm 2014, chương trình khử muối của Israel cung cấp khoảng 35% nước uống của Israel và được dự kiến cung cấp 70% vào năm 2050. Tính đến tháng 5 năm 2015, trên 50% nước cho các gia đình, nông nghiệp và công nghiệp Israel được sản xuất nhân tạo. Do các sáng kiến về kỹ thuật thẩm thấu ngược, Israel bắt đầu trở thành một nước xuất khẩu ròng về nước trong những năm tới.

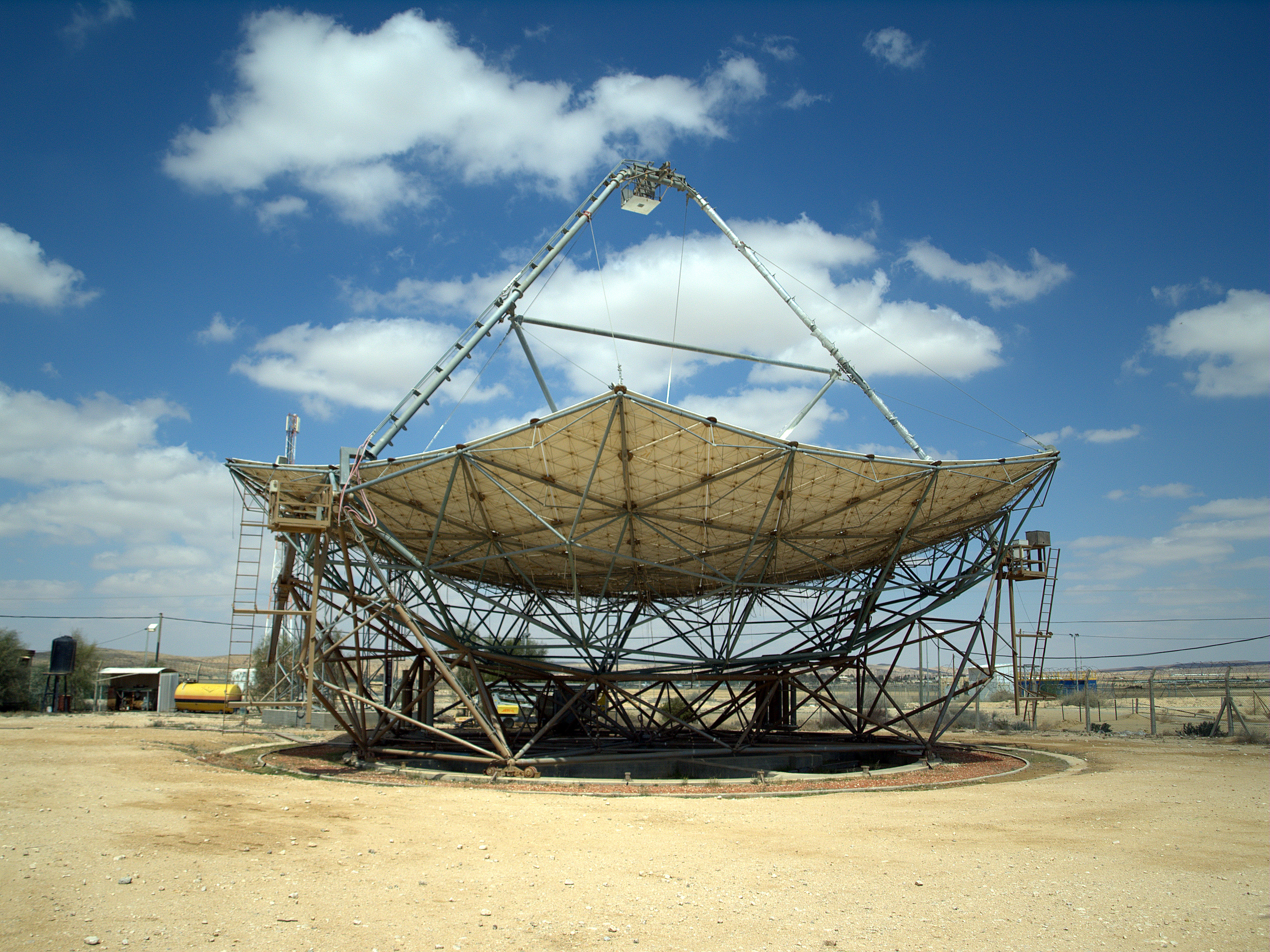
Đĩa parabol Mặt trời lớn nhất thế giới tại Trung tâm Năng lượng Mặt trời Quốc gia Ben-Gurion.

Israel đã đi theo hướng năng lượng Mặt trời; các kỹ sư của họ đi tiên phong về lĩnh vực này  và các công ty năng lượng Mặt trời của Israel làm việc trong các dự án khắp thế giới. Trên 90% gia đình Israel sử dụng năng lượng Mặt trời để làm nóng nước, đây là tỷ lệ cao nhất thế giới (2011). Theo số liệu của chính phủ, quốc gia tiết kiệm được 8% tiêu thụ điện năng mỗi năm nhờ sử dụng năng lượng Mặt trời để đun nóng. Bức xạ Mặt trời cao tạo điều kiện lý tưởng cho ngành công nghiệp nghiên cứu và phát triển năng lượng Mặt trời nổi danh thế giới tại Hoang mạc Negev. Israel có cơ sở hạ tầng ô tô điện hiện đại, có hệ thống trạm nạp điện trên toàn quốc. Người ta cho rằng loại xe này sẽ khiến Israel giảm sự phụ thuộc vào dầu và hạ thấp chi phí nhiên liệu của những người lái xe Israel sử dụng ô tô chỉ chạy bằng pin điện. Mô hình Israel được một số quốc gia học tập và thực hiện. Tuy nhiên, công ty ô tô điện tiên phong của Israel là Better Place đóng cửa vào năm 2013.

### Giao thông

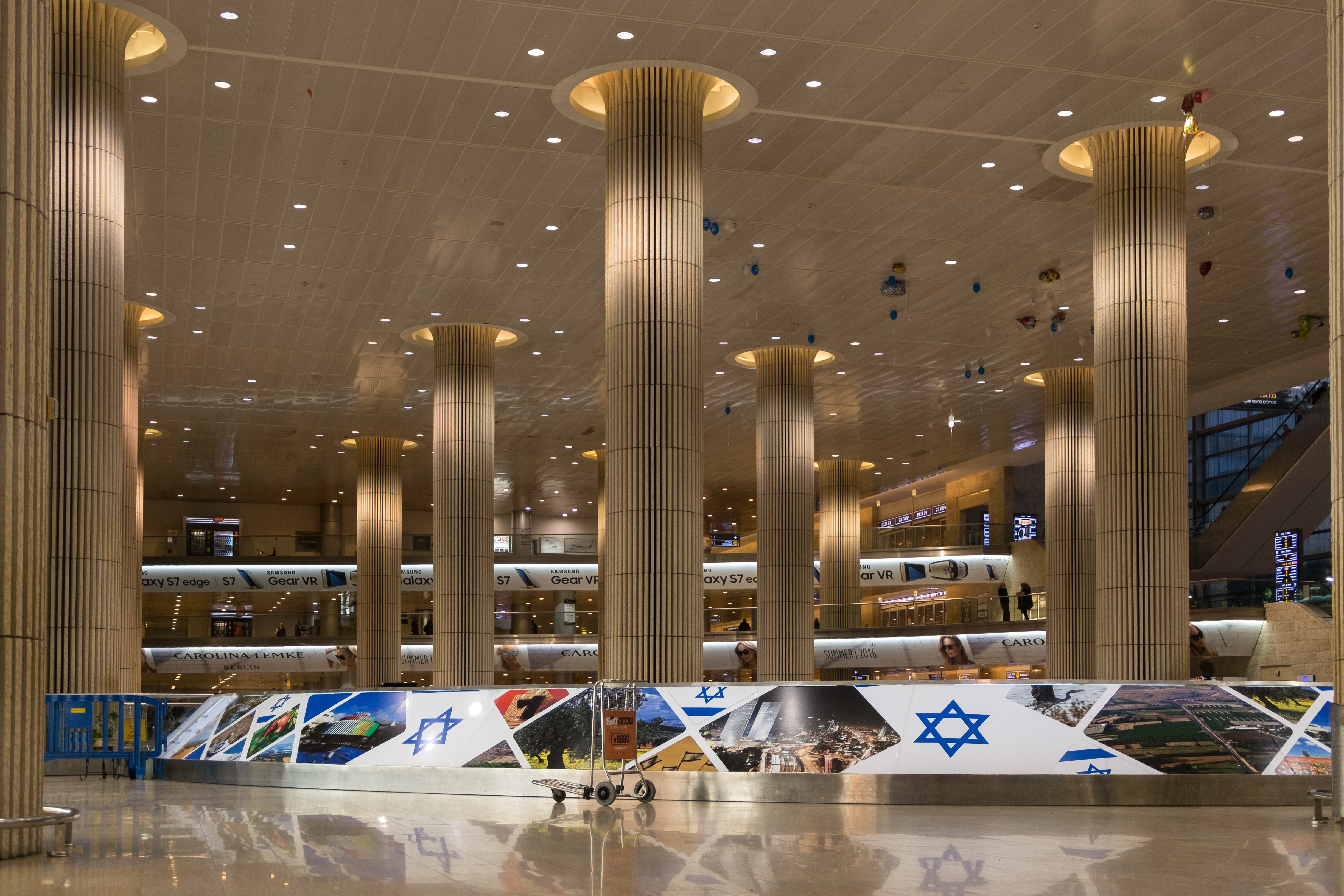
Ga hành khách tại Sân bay Ben Gurion

Israel có 19.224 km đường được lát mặt vào năm 2016, và có 3 triệu xe ô tô vào năm 2015. Số lượng xe ô tô trên 1.000 dân là 365, tương đối thấp so với các quốc gia phát triển. Israel có 5.715 xe buýt trên các tuyến cố định, do một số hãng vận chuyển điều hành, lớn nhất trong số đó là Egged, phục vụ hầu hết toàn quốc. Các tuyến đường sắt trải dài 1.277 km tính đến năm 2016, và công ty quốc doanh Israel Railways là thể chế điều hành duy nhất. Sau các khoản đầu tư lớn từ đầu đến giữa thập niên 1990, số lượng hành khách đường sắt mỗi năm tăng từ 2,5 triệu vào năm 1990, lên đến 53 triệu vào năm 2015; đường sắt cũng được sử dụng để vận chuyển 7,5 tấn hàng hóa mỗi năm.
Israel có hai sân bay quốc tế: Sân bay quốc tế Ben Gurion là trung tâm hàng không quốc tế chủ yếu và nằm gần đại đô thị Tel Aviv-Yafo, còn Sân bay Ovda phục vụ thành phố cảng cực nam Eilat. Ngoài ra, còn có các sân bay nội địa. Sân bay Ben Gurion vận chuyển trên 15 triệu lượt hành khách vào năm 2015. Tại bờ biển Địa Trung Hải, Cảng Haifa là cảng lâu năm nhất và lớn nhất Israel, còn Cảng Ashdod là một trong vài cảng nước sâu trên thế giới được xây dựng trên vùng biển mở. Ngoài ra, Cảng Eilat có quy mô nhỏ hơn nằm ven Biển Đỏ, chủ yếu được sử dụng cho mậu dịch với các quốc gia Viễn Đông.

### Du lịch
Du lịch, đặc biệt là du lịch tôn giáo, là một ngành quan trọng tại Israel, nhờ có khí hậu ôn hòa, các bãi biển, di chỉ khảo cổ học, các di tích lịch sử và kinh thánh, và địa lý độc đáo. Vấn đề an ninh của Israel gây tổn hại cho ngành du lịch, song số lượng du khách phục hồi sau Đại khởi nghĩa của người Palestine. Năm 2013, một báo cáo cho hay 3,54 triệu du khách đến Israel, địa điểm phổ biến nhất là Bức tường Than khóc với 68% du khách đến đó. Israel có số lượng bảo tàng bình quân đầu người cao nhất trên thế giới.

## Nhân khẩu
Năm 2022, dân số Israel ước tính đạt 9,660,320 người, trong đó 7,110,000 (73,6%) được ghi trong hồ sơ là người Do Thái. 1.808.000 người Ả Rập chiếm 21,1% dân số, trong khi những người Cơ Đốc giáo phi Ả Rập và người không tôn giáo theo đăng ký dân sự chiếm 4,8%. Trong khoảng thập niên đầu của thế kỷ XXI, có lượng lớn công nhân di cư đến từ Romania, Thái Lan, Trung Quốc, châu Phi, và Nam Mỹ định cư tại Israel. Không rõ số liệu chính xác do nhiều người cư trú bất hợp pháp tại Israel, song có ước tính là 203.000. Đến tháng 6 năm 2012, có khoảng 60.000 di dân châu châu Phi nhập cảnh Israel. Khoảng 92% người Israel cư trú tại các khu vực đô thị.
Tình trạng người Do Thái di cư từ Israel (được gọi là yerida trong tiếng Hebrew), chủ yếu là đến Hoa Kỳ và Canada, được các nhà nhân khẩu học mô tả là khiêm tốn, song các cơ quan chính phủ Israel thường dẫn ra như một mối đe dọa lớn đến tương lai của quốc gia.
Năm 2016, 399.300 người Israel cư trú tại các khu định cư Bờ Tây, như Ma'ale Adumim và Ariel, bao gồm các khu định cư có từ trước khi thành lập Nhà nước Israel và được tái lập sau Chiến tranh Sáu Ngày, tại các thành phố như Hebron và Gush Etzion. Năm 2011, có 250.000 người Do Thái cư trú tại Đông Jerusalem. 20.000 người Israel cư trú tại các khu định cư trên Cao nguyên Golan. Tổng dân số người cư trú tại các khu định cư Israel là trên 500.000 (6,5% dân số Israel). Khoảng 7,800 người Israel cư trú tại các khu định cư thuộc Dải Gaza cho đến khu họ bị chính phủ Israel di dời theo kế hoạch triệt thoái năm 2015.

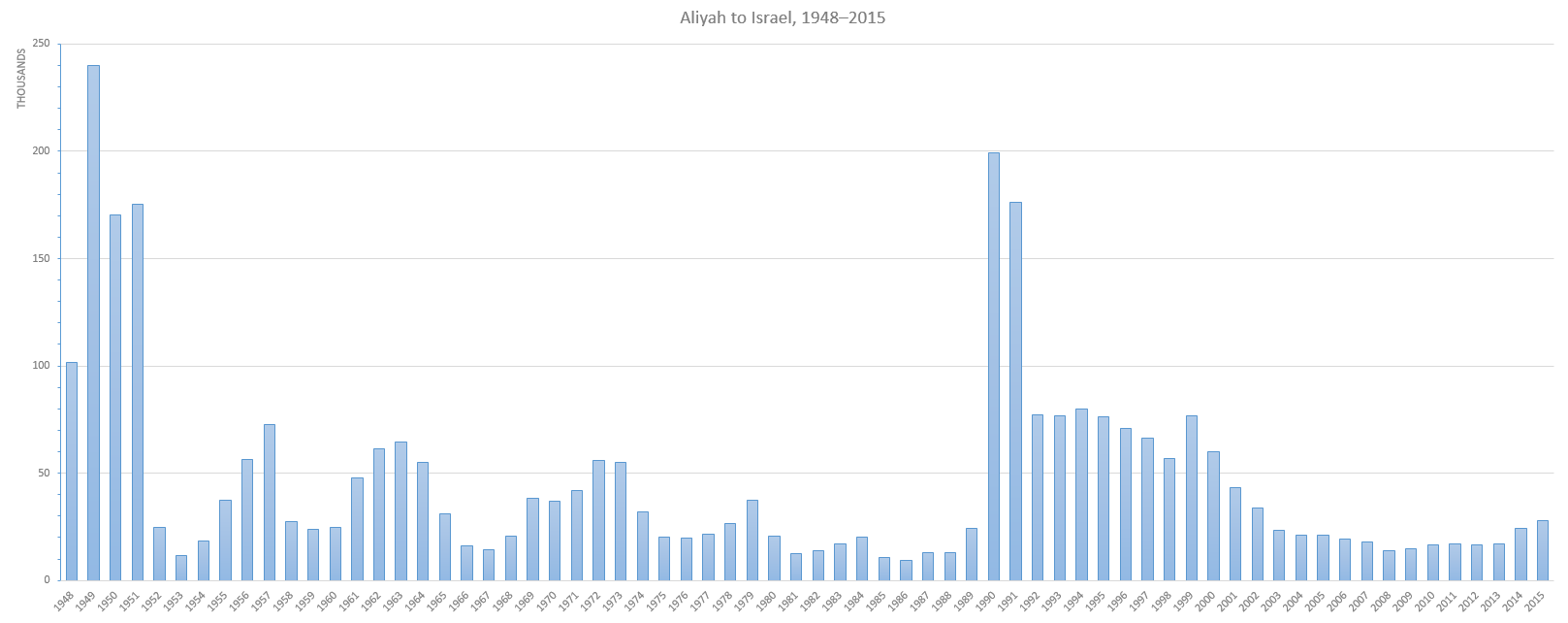
Di cư đến Israel trong giai đoạn 1948–2015. Các năm đạt đỉnh là 1949 và 1990.

Israel được thành lập làm tổ quốc cho người Do Thái và thường được gọi là nhà nước Do Thái. Luật Trở về của Israel trao cho toàn bộ người Do Thái và những người có tổ tiên Do Thái quyền có tư cách công dân Israel. Ba phần tư dân số là người Do Thái, song họ có xuất thân đa dạng. Khoảng 4% người Israel (300.000) được xác định dân tộc vào mục "khác", họ là những hậu duệ người Nga có tổ tiên hoặc dòng dõi Do Thái, họ không phải là người Do Thái theo luật rabi, song đủ tư cách có quyền công dân Israel theo Luật Trở về. Năm 2017, khoảng 77% người Do Thái Israel sinh tại Israel, 16% là người nhập cư từ châu Âu và châu Mỹ, và 7% là người nhập cư từ châu Á và châu Phi (kể cả Thế giới Ả Rập). Người Do Thái từ châu Âu và Liên Xô cũ cùng hậu duệ của họ sinh tại Israel, gồm nhóm Ashkenazi, chiếm khoảng 50% người Do Thái Israel. Người Do Thái đến từ các quốc gia Ả Rập và Hồi giáo cùng hậu duệ của họ, gồm nhóm Mizrahi và Sephardi chiếm hầu hết số người Do Thái còn lại tại Israel. Tỷ lệ liên hôn Do Thái tăng đến trên 35% và các nghiên cứu gần đây cho thấy rằng tỷ lệ người Israel có nguồn gốc từ cả hai nhóm Sephardi và Ashkenazi tăng trưởng 0,5 phần trăm mỗi năm, với trên 25% học sinh hiện có nguồn gốc từ cả hai cộng đồng.

^a Số liẹu này bao gồm các khu vực Đông Jerusalem và Bờ Tây. Chủ quyền của Israel đối với Đông Jerusalem không được quốc tế công nhận. 

### Ngôn ngữ

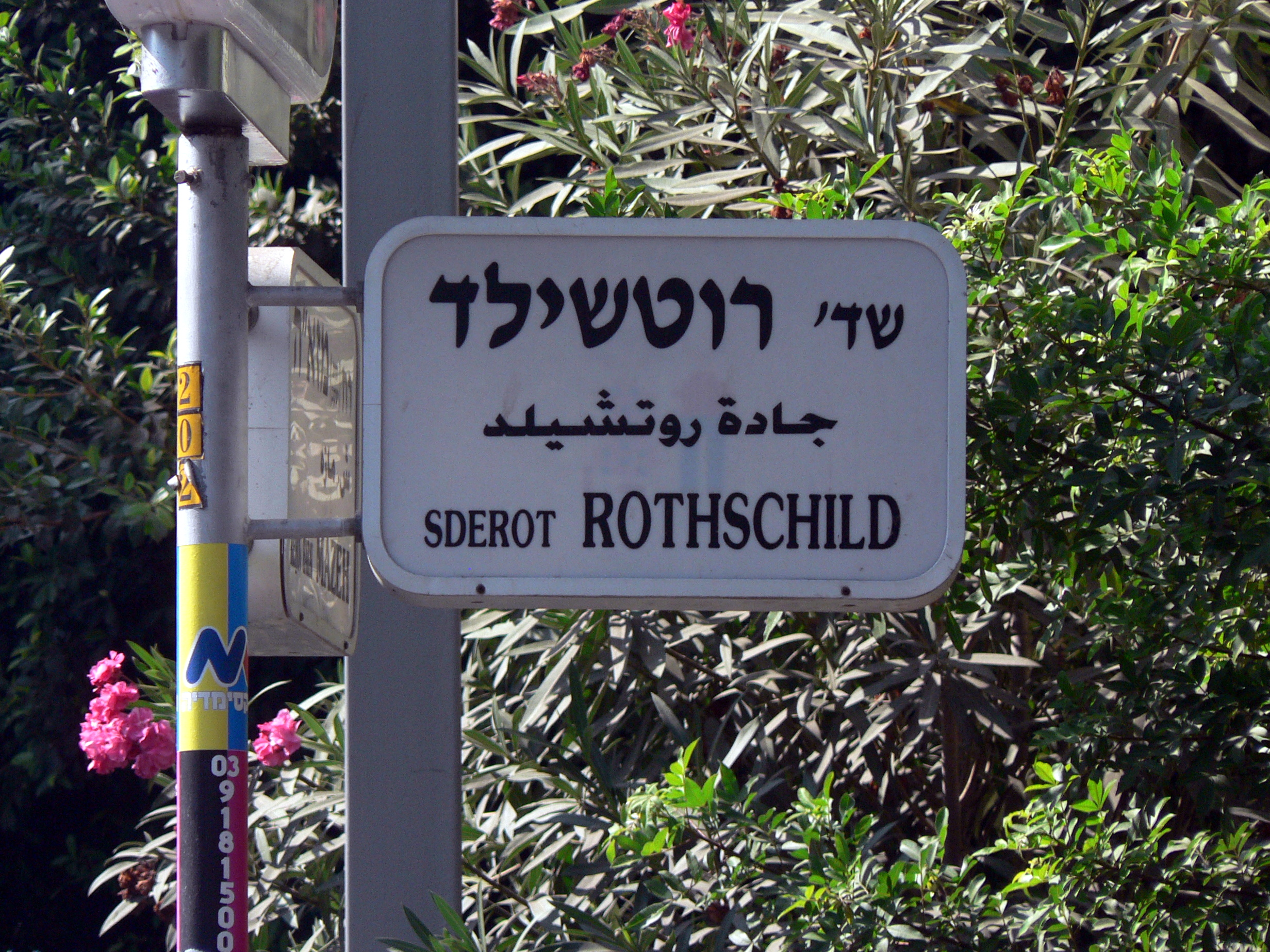
Ký hiệu đường viết bằng tiếng Hebrew, Ả Rập và Anh

Israel có hai ngôn ngữ chính thức là tiếng Hebrew và tiếng Ả Rập. Hebrew là ngôn ngữ chính của quốc gia và được đa số cư dân nói hàng ngày. Người thiểu số Ả Rập nói tiếng Ả Rập, và tiếng Hebrew được dạy tại các trường học Ả Rập.
Do là một quốc gia của người nhập cư, nhiều ngôn ngữ hiện diện tại Israel. Do nhập cư hàng loạt từ Liên Xô cũ và Ethiopia (khoảng 130.000 người Do Thái Ethiopia cư trú tại Israel), nên tiếng Nga và tiếng Amhara được nói phổ biến. Trên một triệu người nhập cư nói tiếng Nga đến Israel từ các quốc gia Liên Xô cũ từ năm 1990 đến năm 2004. Khoảng 700.000 người Israel nói tiếng Pháp, hầu hết nhóm này có nguồn gốc từ Pháp và Bắc Phi. Tiếng Anh là một ngôn ngữ chính thức trong thời kỳ Ủy thác; nó mất vị thế này sau khi Israel hình thành, song giữ được một vai trò tương đương một ngôn ngữ chính thức, như có thể thấy trong các bảng hiệu đường bộ và văn kiện chính thức. Nhiều người Israel giao tiếp khá tốt bằng tiếng Anh, do nhiều chương trình truyền hình được phát bằng tiếng Anh cùng phụ đề và ngôn ngữ này được dạy từ các lớp đầu trong trường tiểu học. Ngoài ra, các đại học tại Israel cung cấp khóa trình bằng tiếng Anh cho nhiều môn học khác nhau.

### Tôn giáo
Tôn giáo tại Israel (2016)

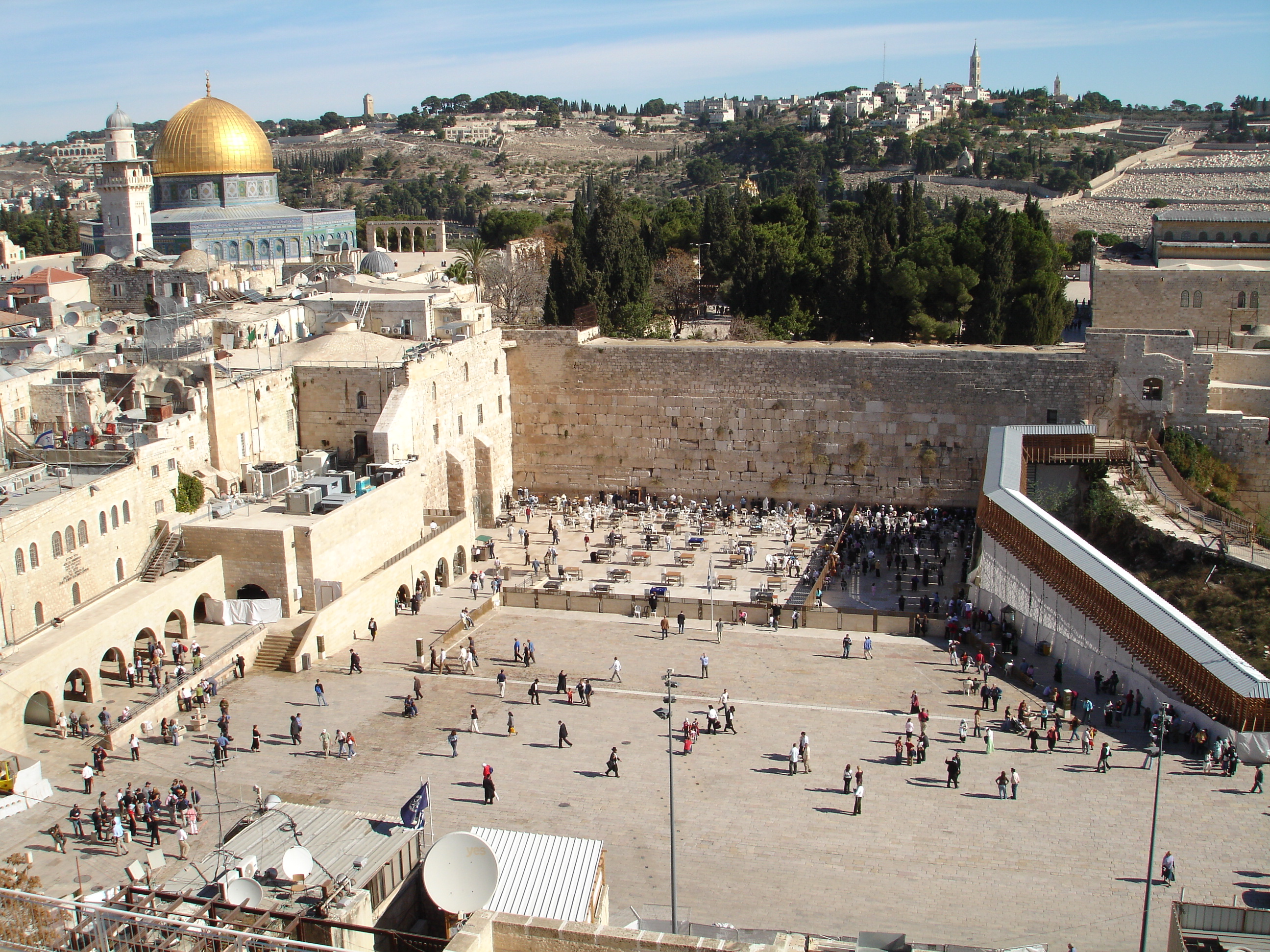
Thánh đường Đỉnh Đá và Bức tường Than Khóc, Jerusalem.

74% người dân Israel theo Do Thái giáo. Liên hệ tôn giáo của người Do Thái Israel có bất đồng lớn: Một nghiên cứu xã hội vào năm 2016 cho thấy rằng 49% tự nhận là Hiloni (thế tục), 29% là Masorti (truyền thống), 13% là Dati (mộ đạo) và 9% là Haredi (Siêu Chính Thống). Người Do Thái Haredi được dự kiến sẽ chiếm trên 20% dân số Do Thái Israel vào năm 2028.
Người Hồi giáo chiếm 17,6% dân số Israel và là cộng đồng thiểu số tôn giáo lớn nhất tại đây. Khoảng 2% dân số là tín đồ Cơ Đốc giáo và 1,6% là tín đồ Druze. Dân số Cơ Đốc giáo chủ yếu gồm người Cơ Đốc giáo Ả Rập, song cũng có các di dân hậu Liên Xô, lao động ngoại quốc đến từ nhiều quốc gia, và những người theo Do Thái giáo Chúa cứu thế- bị hầu hết người Cơ Đốc giáo và Do Thái giáo cho là một dạng của Cơ Đốc giáo. Thành viên của nhiều nhóm tôn giáo khác, như Phật giáo và Ấn Độ giáo, duy trì hiện diện tại Israel dù có số lượng nhỏ. Trong số hơn một triệu di dân từ Liên Xô cũ tại Israel, có khoảng 300.000 người bị giáo sĩ chính thống cho là không phải người Do Thái.
Thành phố Jerusalem có tầm quan trọng đặc biệt đối với người Do Thái, Hồi giáo và Cơ Đốc giáo do tại đây có các địa điểm chủ chốt trong đức tin tôn giáo của họ, như trong khu Thành cổ có Bức tường Than Khóc và Núi Đền, Nhà thờ Hồi giáo Al-Aqsa và Nhà thờ Mộ Thánh. Các địa điểm tôn giáo quan trọng khác tại Israel là Nazareth (linh thiêng trong Cơ Đốc giáo do là nơi lễ truyền tin của Maria), Tiberias và Safed (hai trong số bốn thành phố linh thiêng trong Do Thái giáo), Thánh đường Trắng tại Ramla (linh thiêng trong Hồi giáo vì là nơi thờ nhà tiên tri Saleh), và Nhà thờ Thánh George tại Lod (linh thiêng trong Cơ Đốc giáo và Hồi giáo vì là lăng mộ của Thánh George hay Al Khidr). Một số địa danh tôn giáo khác nằm tại Bờ Tây, như Lăng mộ Giuse tại Nablus, sinh quán của Giêsu và Lăng mộ Rachel tại Bethlehem, và Hang các Thượng phụ tại Hebron. Trung tâm hành chính của Đức tin Bahá'í và Đền thờ Báb nằm tại Trung tâm Thế giới Bahá'í tại Haifa; thủ lĩnh của đức tin được táng tại Acre. Ngoài nhân viên bảo trì, không có cộng đồng Bahá'í tại Israel, song đây là nơi các tín đồ Bahá'í hành hương. Nhân viên Bahá'í tại Israel không truyền dạy đức tin của mình cho người Israel do tuân theo chính sách nghiêm ngặt.

### Giáo dục

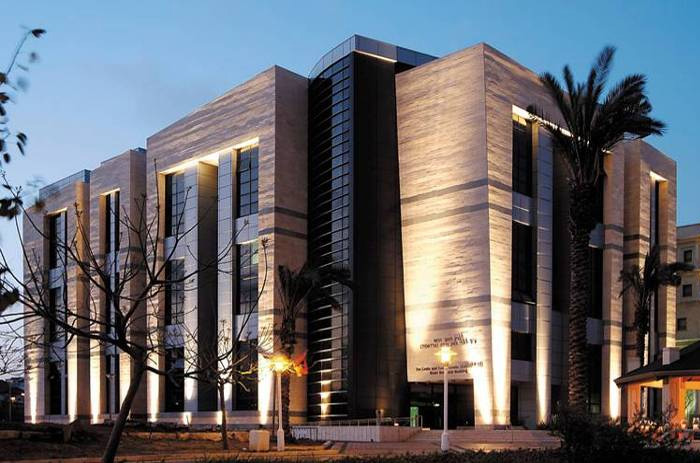
Trung tâm Nghiên cứu trí tuệ đa ngành tại Đại học Bar-Ilan

Giáo dục được xem trọng cao độ trong văn hóa Israel, được nhận định là một trong các nền tảng cơ bản trong sinh hoạt của người Israel cổ đại. Các cộng đồng Do Thái tại Levant là những người đầu tiên áp dụng giáo dục nghĩa vụ, do đó cộng đồng có tổ chức sẽ chịu trách nhiệm về giáo dục cho thế hệ tương lai của người Do Thái bên cạnh cha mẹ. Hệ thống giáo dục Israel được tán dương vì nhiều nguyên nhân, bao gồm chất lượng cao và có vai trò lớn trong khích lệ bùng nổ phát triển kinh tế và kỹ thuật của Israel.
Do kinh tế Israel dựa phần lớn vào khoa học và kỹ thuật, thị trường lao động yêu cầu cá nhân cần đạt được một dạng giáo dục bậc đại học nào đó, đặc biệt là liên quan đến khoa học và kỹ thuật để có lợi thế cạnh tranh khi tìm việc. Năm 2015, quốc gia này xếp thứ ba trong các quốc gia OECD (sau Canada và Nhật Bản) về tỷ lệ người trong độ tuổi 25-64 đạt được trình độ đại học là 49%, trong khi tỷ lệ trung bình của OECD là 35%. Ngoài ra, Israel có tỷ lệ người trong độ tuổi 55–64 sở hữu bằng đại học là 47% vào năm 2013, trong khi mức bình quân của OECD là 25%. Năm 2012, Israel xếp hạng ba thế giới về số bằng đại học bình quân (20% dân số).
Người Israel có số năm đi học binh quân là 15,5 và tỷ lệ biết chữ đạt 97,1% theo Liên Hợp Quốc. Luật Giáo dục Nhà nước được thông qua vào năm 1953, lập ra năm loại trường học: thế tục nhà nước, tôn giáo nhà nước, chính thống giáo cực độ, trường học khu định cư cộng đồng, và trường học Ả Rập. Thế tục công cộng là loại trường học lớn nhất, đa số học sinh Do Thái và phi Ả Rập theo học tại đó. Hầu hết người Ả Rập đưa con mình đến các trường học có ngôn ngữ giảng dạy là tiếng Ả Rập. Giáo dục là nghĩa vụ tại Israel đối với trẻ em từ 3-18 tuổi. Trường học được chia thành ba cấp – trường tiểu học (lớp 1–6), trường trung học cơ sở (lớp 7–9), và trường trung học phổ thông (lớp 10–12) – cực đỉnh là kỳ thi Bagrut để được công nhận hoàn thành 12 năm học. Năng lực về các môn học chủ chốt như toán học, tiếng Hebrew và văn học tổng thể, tiếng Anh, lịch sử, kinh thánh và dân quyền là cần thiết để nhận được giấy chứng nhận Bagrut. Trong các trường học Ả Rập, Cơ Đốc giáo và Druze, môn thi nghiên cứu kinh thánh được thay thế bằng môn thi về di sản tín hữu Hồi giáo, Cơ Đốc giáo hoặc Druze. Người Ả Rập Cơ Đốc giáo có thành tích giáo dục tốt nhất so với các nhóm khác tại Israel. Trẻ em Israel xuất thân từ các gia đình nói tiếng Nga có tỷ lệ đỗ bagrut cao hơn mức bình quân. In 2014, 61,5% số người có bằng hoàn thành lớp 12 có giấy chứng nhận trúng tuyển đại học.
Israel có chín đại học công lập được nhà nước trợ cấp, và 49 học viện tư nhân. Đại học Hebrew Jerusalem là đại học lâu năm thứ hai tại Israel sau Technion, bao gồm Thư viện Quốc gia Israel. Technion, Đại học Hebrew, và Học viện Weizmann lần lượt nằm trong 100 đại học hàng đầu thế giới theo xếp hạng của Đại học Giao thông Thượng Hải năm 2013. Đại học Hebrew Jerusalem và Đại học Tel Aviv nằm trong 100 đại học hàng đầu thế giới theo tạp chí Times Higher Education năm 2012. Các đại học lớn khác tại Israel là Đại học Bar-Ilan, Đại học Haifa, Đại học Mở Israel, và Đại học Ben-Gurion Negev. Bảy đại học nghiên cứu của Israel (ngoại trừ Đại học Mở) lần lượt nằm trong danh sách 500 đại học hàng đầu thế giới.

## Văn hóa
Văn hóa đa dạng của Israel bắt nguồn từ sự đa dạng về dân cư: người Do Thái từ các cộng đồng tha hương khắp thế giới đem các truyền thống văn hóa và tôn giáo theo mình khi họ nhập cư, tạo ra sự dung hợp của các phong tục và đức tin Do Thái. Israel là quốc gia duy nhất trên thế giới có sinh hoạt dựa theo lịch Hebrew. Các ngày lễ công cộng và trường học được gắn với các ngày lễ Do Thái giáo, và ngày nghỉ chính thức trong tuần là Thứ Bảy, tức ngày cầu nguyện Shabbat của người Do Thái. Cộng đồng Ả Rập thiểu số tại Israel cũng khắc dấu ấn trong văn hóa Israel trong các phạm vi kiến trúc, âm nhạc, và ẩm thực.

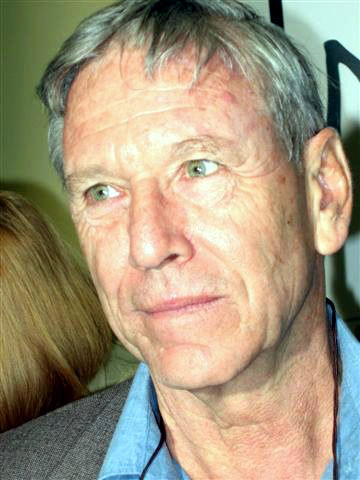
Các tác phẩm của Amos Oz được dịch ra 36 ngôn ngữ, nhiều hơn bất kỳ nhà văn Israel nào khác (đến năm 2009).

Văn học Israel chủ yếu là thơ và văn xuôi viết bằng tiếng Hebrew, là bộ phận của quá trình phục hưng tiếng Hebrew ở dạng nói từ thế kỷ XIX, song có một bộ phận nhỏ văn học được xuất bản bằng các ngôn ngữ khác như tiếng Anh. Theo luật, hai bản sao của toàn bộ ấn phẩm xuất bản tại Israel cần phải lưu tại Thư viện Quốc gia Israel. Năm 2001, luật được sửa đổi để bao trùm các âm thanh và đoạn phim, cùng các truyền thông phi in ấn khác. Năm 2015, 85 % trong số 7.843 sách chuyển đến thư viện được viết bằng tiếng Hebrew.
Năm 1966, Shmuel Yosef Agnon cùng đoạt giải Nobel Văn học cùng tác giả người Do Thái Đức Nelly Sachs. Các nhà thơ hàng đầu Israel là Yehuda Amichai, Nathan Alterman và Rachel Bluwstein. Các nhà văn Israel đương đại nổi tiếng quốc tế gồm có Amos Oz, Etgar Keret và David Grossman. Nhà thơ trào phúng người Ả Rập Israel Sayed Kashua cũng được quốc tế biết đến. Israel cũng là nơi có hai tác giả người Palestine hàng đầu: Emile Habibi và Mahmoud Darwish- được nhiều người nhìn nhận là "nhà thơ quốc dân Palestine".

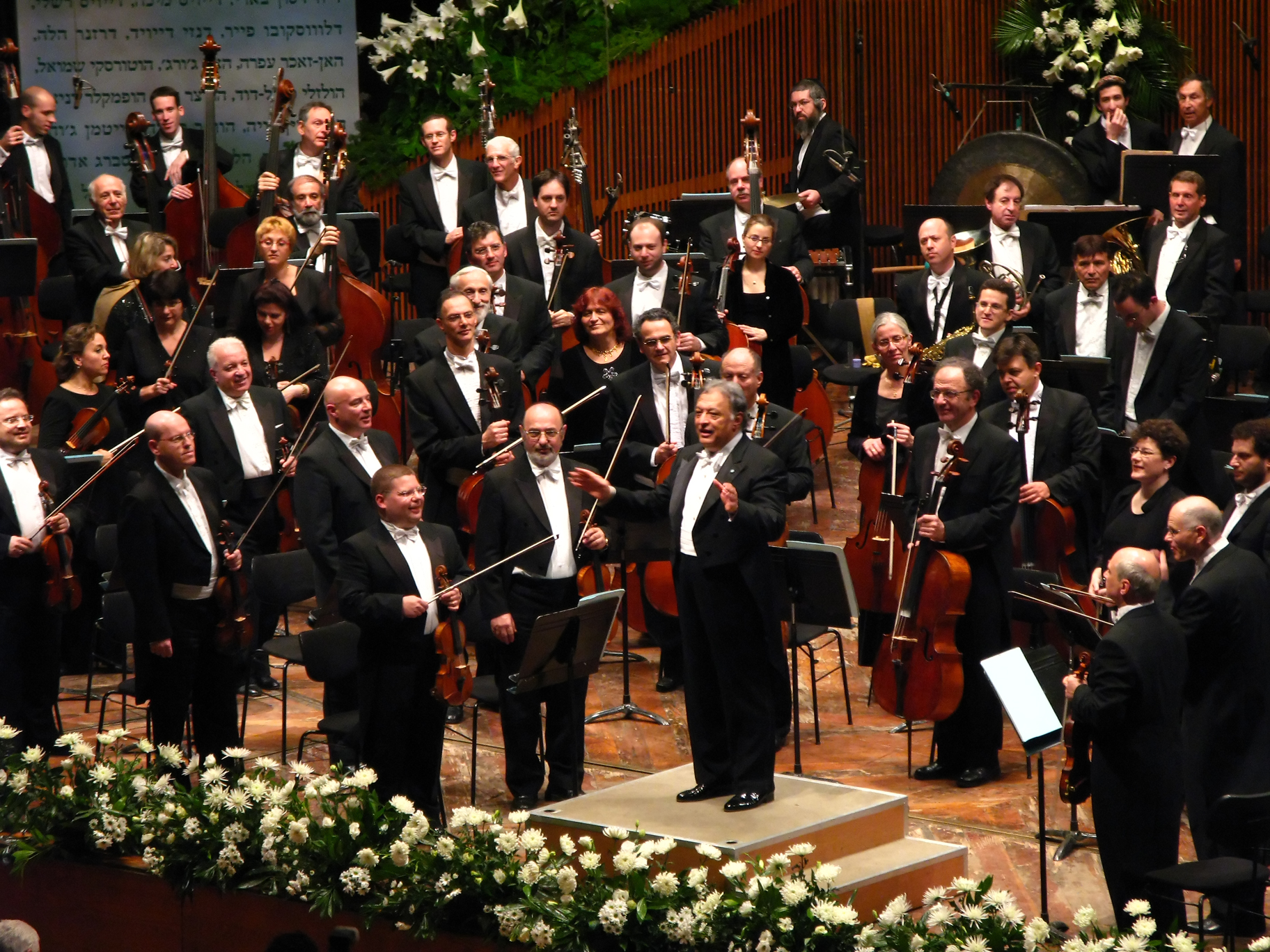
Dàn nhạc giao hưởng Israel do Zubin Mehta chỉ huy

Âm nhạc Israel chịu ảnh hưởng từ toàn cầu; âm nhạc Sephardic, giai điệu Hasidic, âm nhạc múa bụng, âm nhạc Hy Lạp, jazz, và pop rock đều là một phần của âm nhạc. Trong số dàn nhạc nổi tiếng thế giới của Israel có Dàn nhạc Giao hưởng Israel hoạt động được hơn bảy mươi năm và nay trình diễn trên hai trăm buổi mỗi năm. Israel cũng có nhiều nhạc sĩ đáng chú ý, một số trở thành ngôi sao quốc tế. Itzhak Perlman, Pinchas Zukerman và Ofra Haza nằm trong số các nhạc sĩ được hoan nghênh quốc tế sinh tại Israel. Israel tham gia thi đấu tại Eurovision Song Contest gần như mọi năm kể từ năm 1973, giành chiến thắng trong bốn lần và hai lần tổ chức giải. Eilat là nơi tổ chức Lễ hội Jazz Biển Đỏ, được tổ chức mỗi mùa hè kể từ năm 1987.
Các bài hát dân ca kinh điển của quốc gia, gọi là "các bài ca của Vùng đất Israel," có liên quan đến kinh nghiệm của những người tiên phong trong kiến thiết quê hương Do Thái. Vũ điệu vòng tròn Hora được những người định cư Do Thái ban đầu giới thiệu, nó trước tiên phổ biến tại các cộng đồng Kibbutz và ngoại vi. Nó trở thành một biểu trưng của tái thiết phục quốc Do Thái và khả năng trải nghiệm niềm vui giữa cảnh khắc khổ. Nó hiện đóng một vai trò quan trọng trong dân vũ Israel và được biểu diễn thường xuyên trong các đám cưới và sự kiện khác, và trong các bài nhảy nhóm khắp Israel.
Israel là nơi cư trú của nhiều nhạc sĩ Palestine, trong đó có bậc thầy đàn oud và violin Taiseer Elias, ca sĩ Amal Murkus, và anh em Samir và Wissam Joubran. Các nhạc sĩ Ả Rập Israel có danh tiếng vượt khỏi biên giới: Elias và Murkus thường xuyên trình diễn cho khán giả tại châu Âu và châu Mỹ.
Mười bộ phim Israel được đề cử chung kết cho giải Oscar cho phim ngoại ngữ hay nhất từ khi Israel lập quốc. Phim Ajami năm 2009 là đề cử thứ ba liên tiếp của một phim Israel. Các nhà làm phim Israel-Palestine đã làm một số phim liên quan đến xung đột Ả Rập-Israel và tình trạng của người Palestine trong Israel.
Kế tục truyền thống sân khấu mạnh mẽ của sân khấu Yiddish tại Đông Âu, Israel duy trì cảnh tượng sân khấu sôi động. Sân khấu Habima tại Tel Aviv được thành lập vào năm 1918 và là sân khấu quốc gia của Israel.
Năm 2016, Israel được xếp hạng 65 theo báo cáo tự do báo chí của Freedom House, đứng đầu tại khu vực Trung Đông và Bắc Phi. Trong Xếp hạng về tự do báo chí của Phóng viên không biên giới, Israel (bao gồm "Israel ngoại lãnh thổ" từ xếp hạng năm 2013) xếp thứ 101 trong số 180 quốc gia, đứng thứ ba tại Trung Đông và Bắc Phi sau Tunisia (hạng 96) và Liban (hạng 98).

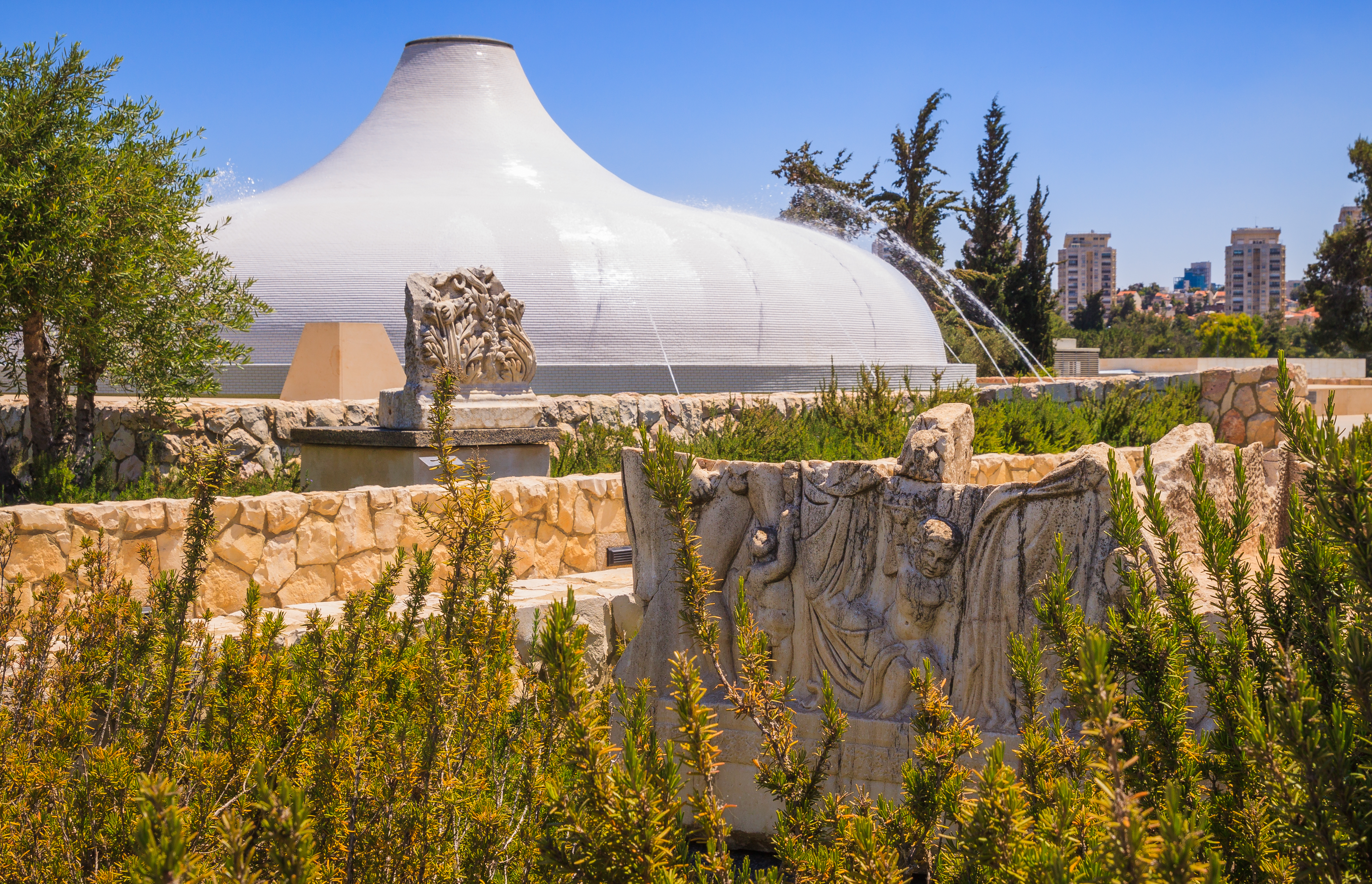
Đền Sacgs là nơi lưu giữ Các cuộn sách Biển Chết tại Jerusalem

Israel có tỷ lệ bảo tàng bình quân đầu người nhiều nhất thế giới. Bảo tàng Israel tại Jerusalem là một trong các thể chế văn hóa tối quan trọng của quốc gia và lưu giữ các Cuộn giấy Biển Chết, cùng bộ sưu tập lớn về nghệ thuật Do Thái và châu Âu. Bảo tàng Holocaust quốc gia của Israel là Yad Vashem, đây là trung tâm lưu trữ thế giới về các thông tin liên quan đến Holocaust. Beth Hatefutsoth (bảo tàng tha hương) trong khuôn viên Đại học Tel Aviv là một bảo tàng tương tác dành cho lịch sử của các cộng đồng Do Thái khắp thế giới. Ngoài các bảo tàng lớn tại các đô thị lớn, còn có các không gian nghệ thuật chất lượng cao tại nhiều thị trấn và kibbutz. Mishkan Le'Omanut tại Kibbutz Ein Harod Meuhad là bảo tàng nghệ thuật lớn nhất tại miền bắc của Israel.
Ẩm thực Israel gồm các món ăn bản địa cũng như các món ăn được di dân Do Thái đưa đến. Từ khi lập quốc vào năm 1948, và đặc biệt là từ cuối thập niên 1970, một nền ẩm thực dung hợp Israel đã phát triển. Khoảng một nửa cư dân Do Thái Israel duy trì chế độ ăn uống Do Thái kosher tại nhà. Các nhà hàng kosher hiếm thấy trong thập niên 1960, song tăng lên khoảng 25% tính đến  năm 2015, có lẽ phản ánh các giá trị phần lớn là thế tục của những thực khách. Các nhà hàng khách sạn có nhiều khả năng phục vụ thực phẩm kosher. Thị trường bán lẻ phi kosher vốn thưa thớt, song phát triển nhanh chóng và đáng kể sau khi có dòng người nhập cư từ Đông Âu và Nga trong thập niên 1990. Cùng với cá, thỏ và đà điểu phi kosher, thì thịt lợn, thường gọi là "thịt trắng" tại Israel vẫn được sản xuất và tiêu thụ bất chấp việc bị cả Do Thái giáo và Hồi giáo cấm chỉ.

### Thể thao
Israel giành được huy chương vàng Thế vận hội đầu tiên trong nội dung lướt ván buồm tại Thế vận hội Mùa hè 2004. Israel giành được hơn 100 huy chương vàng tại Thế vận hội dành cho người khuyết tật. Thế vận hội Mùa hè người khuyết tật năm 1968 được tổ chức tại Israel. Đại hội thể thao Maccabiah là một sự kiện theo thể thức thế vận hội dành cho các vận động viên Do Thái và các vận động viên Israel, sự kiện được bắt đầu từ thập niên 1930, và từ đó được tổ chức bốn năm một lần.

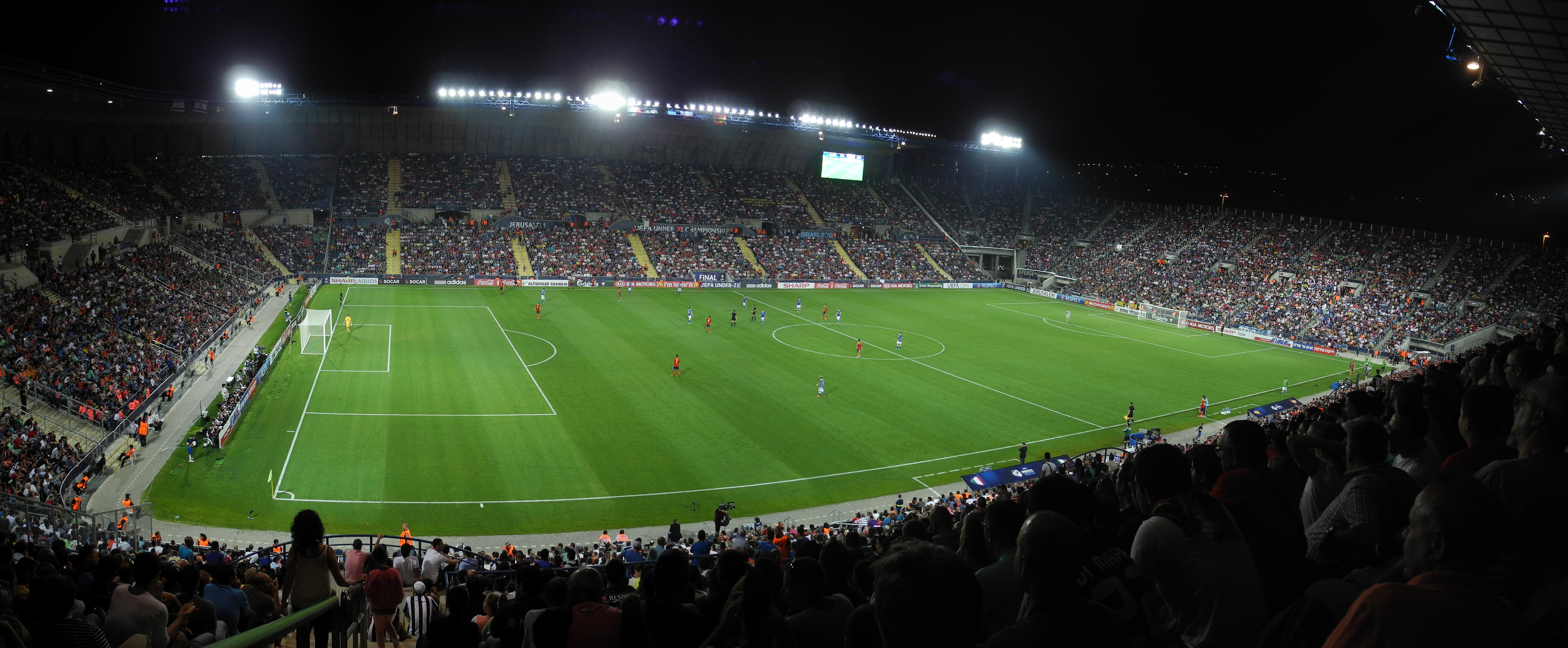
Sân vận động Teddy tại Jerusalem

Các môn thể thao có đông khán giả nhất tại Israel là bóng đá và bóng rổ. Giải Ngoại hạng Israel là giải bóng đá cấp cao nhất toàn quốc, và Giải bóng rổ siêu cấp Israel là giải cấp cao nhất. Maccabi Haifa, Maccabi Tel Aviv, Hapoel Tel Aviv và Beitar Jerusalem là các câu lạc bộ thể thao lớn nhất. Maccabi Tel Aviv, Maccabi Haifa và Hapoel Tel Aviv thi đấu tại Giải bóng đá vô địch các câu lạc bộ châu Âu và Hapoel Tel Aviv từng vào đến trận tứ kết giải này. Maccabi Tel Aviv B.C. nhiều lần giành chức vô địch tại giải vô địch bóng rổ châu Âu.
Năm 1964, Israel đăng cai và giành chức vô địch Giải các quốc gia châu Á; năm 1970 đội tuyển bóng đá quốc gia Israel đủ điều kiện tham gia Giải bóng đá vô địch thế giới, đây là lần duy nhất họ tham dự World Cup. Đại hội Thể thao châu Á 1974 tổ chức tại Tehran là lần cuối cùng Israel tham gia đại hội này, và chịu tổn hại do các quốc gia Ả Rập từ chối thi đấu với Israel. Israel bị trục xuất khỏi Đại hội Thể thao châu Á 1978 và từ đó không tham gia đại hội này. Năm 1994, Liên đoàn bóng đá châu Âu chấp thuận nhận Israel và các đội tuyển bóng đá Israel nay thi đấu tại giải của châu Âu.
Cờ vua là một môn thể thao hàng đầu tại Israel và được mọi lứa tuổi hưởng ứng. Có nhiều đại kiện tướng và kỳ thủ Israel giành một số giải vô địch thế giới trẻ. Israel tổ chức một giải vô địch quốc tế thường niên và đăng cai Giải vô địch cờ vua đội tuyển thế giới năm 2005. Bộ Giáo dục và Liên đoàn Cờ vua Thế giới đồng ý về một kế hoạch dạy cờ vua trong các trường học Israel, và nó được đưa vào chương trình giảng dạy tại một số trường. Thành phố Beersheba trở thành một trung tâm cờ vua quốc gia, trò chơi này được dạy trong các nhà trẻ của thành phố. Một phần nhờ vào các di dân Liên Xô cũ, đây là thành phố có số lượng đại kiện tướng cờ vua cao nhất thế giới.
Nhà vô địch quần vợt Israel Shahar Pe'er xếp hạng 11 thế giới vào ngày 31 tháng 1 năm 2011. Krav Maga là một môn võ thuật phát triển trong các khu người Do Thái khi đấu tranh chống chủ nghĩa phát xít tại châu Âu, nó được lực lượng an ninh và cảnh sát Israel sử dụng và được học khắp thế giới.